# René Goscinny
Pour les articles homonymes, voir Goscinny.
René Goscinny, né le 14 août 1926 à Paris et mort le 5 novembre 1977 dans la même ville, est un scénariste de bande dessinée, journaliste, écrivain et humoriste français, également producteur, réalisateur et scénariste de films.
Il est l'un des fondateurs et rédacteurs en chef de Pilote, un magazine de bande dessinée. Créateur d'Astérix avec Albert Uderzo, d'Iznogoud avec Jean Tabary, auteur du Petit Nicolas, personnage créé et dessiné par Jean-Jacques Sempé, scénariste de nombreux albums de Lucky Luke créé par Morris, il est l’un des auteurs français les plus lus au monde : l’ensemble de son œuvre représente environ 500 millions d’ouvrages vendus.
Avec Jean-Michel Charlier, il joue un rôle décisif pour la reconnaissance du métier de scénariste de bande dessinée qui n’existait pas avant lui.

## Biographie

### Origines et famille
René Goscinny est né le 14 août 1926 au 42 rue du Fer-à-Moulin dans le 5e arrondissement de Paris. Cette naissance la veille d'un jour férié lui fera dire qu'il est un « paresseux contrarié ». Il est issu d'une famille juive ashkénaze, originaire de Pologne et d'Ukraine (gościnny signifie « hospitalier » en polonais).
Son père Stanislas, dont le prénom hébraïque est Simha, est un ingénieur chimiste né le 27 septembre 1887 à Varsovie (Pologne alors russe), troisième fils du rabbin Abraham Gościnny et Helena Silberblick,. Stanislas s'installe à Paris en 1906, au moment de la montée des persécutions contre les Juifs en Europe centrale,.
Sa mère, Anna Bereśniak, née le 7 mai 1889 à Chodorów alors en Galicie austro-hongroise (aujourd'hui Khodoriv en Ukraine, oblast de Lviv), est issue d'une famille juive non pratiquante bien que cultivant la langue hébraïque et l'éducation ashkénaze par l'étude des lettres et de la musique, investie dans l'édition. Victime de pogroms,, Lazare Abraham Beresniak (1855-1944), le grand-père maternel de René Goscinny s'établit avec son épouse, Freiga Garbel, à Paris en 1905 ou 1912, au 12 de la rue Lagrange, où il tient une imprimerie à son nom. À l'époque, l'imprimerie Beresniak s'occupe notamment de l'édition de plusieurs des principaux journaux yiddishophones et russophones en cyrillique de Paris. L'entreprise est plus tard reprise par les fils Beresniak qui emploieront une centaine de personnes dans les années 1930. Abraham rédige le premier et seul dictionnaire existant hébreu-yiddish, publié en France en 1939. Certains des membres de la famille Beresniak choisissent de partir à l'étranger à temps (en Argentine et aux États-Unis) alors que l'imprimerie parisienne fait imprimer de faux papiers pour le reste de la famille et son entourage, ce qui permet de gagner la province pour s'y cacher. Sous l'Occupation, l'imprimerie Beresniak n'échappe pas à la spoliation des biens juifs par les nazis. À la Libération, le seul oncle rescapé de René Goscinny, Serge Beresniak, récupère l'entreprise qui s'installe en 1959, au 18-20 de la rue du Faubourg-du-Temple, et imprimera en 1973, la première version russe de L'Archipel du goulag de Soljenitsyne,,.
Stanislas Goscinny et Anna Beresniak se rencontrent à Paris et se marient en 1919,.
René Goscinny a un frère aîné, Claude, né en 1920 ; il est le cousin germain du philosophe Daniel Béresniak et apparenté au médecin suisse Ariel Beresniak.

### Enfance en Argentine
Après la naissance de son fils aîné Claude, dès 1923, le père de René Goscinny tente une expérience dans la production agricole au Nicaragua. Il revient en France, où il est, avec son épouse naturalisé français en août 1926,, quelques jours avant la naissance de René. L'année suivante en 1927, Stanislas Goscinny est employé par la Jewish Colonization Association (JCA), destinée à aider et favoriser l'émigration des Juifs d'Europe ou d'Asie, notamment sur le continent américain, afin d'échapper notamment aux statuts iniques de l'Empire russe. C'est à ce titre que les Goscinny (avec René âgé d'un an) partent pour Buenos Aires, en Argentine, où Stanislas est employé comme ingénieur chimiste. Une partie de la famille l'y rejoint en 1928. Ces terres accueillent un monde d'immigrés juifs, marquées par « un grand activisme culturel et politique », terreau fertile pour attiser la curiosité, la culture, l'esprit pionnier et la créativité du futur père d'Astérix, qui baigne alors dans le cosmopolitisme et le multilinguisme où l'on parle yiddish, français et espagnol.

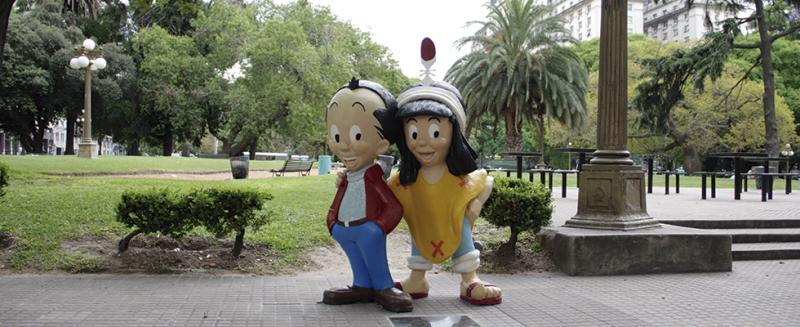
Sculptures représentant les personnages Patoruzito et Isidorito, à San Telmo, Buenos Aires, (Argentine)

René Goscinny étudie au lycée français de Buenos Aires où sa culture se nourrit du pur classicisme de la tradition française,. Il passe ses grandes vacances en Uruguay où il monte à cheval dans la pampa avec les gauchos. Il a l’habitude de faire rire ses camarades de classe, probablement pour compenser une timidité naturelle,. Il commence à dessiner très tôt, inspiré par les histoires illustrées des aventures de Patoruzù, un Indien patagon, héros populaire des historietas argentines créé par le dessinateur Dante Quinterno, et également celles comme Zig et Puce, Superman, Tarzan et surtout Les Pieds Nickelés dont il recopie scrupuleusement l'album qu'il rapporte de Paris. À cette époque, la famille Goscinny s'embarque fréquemment sur des transatlantiques, pour visiter les grands-parents et cousins de France. Pour René Goscinny, la France est alors un « pays fabuleux, exotique » où il part en vacances : « Nanterre, les Deux-Sèvres, c'était Tombouctou »,.
Il se passionne très tôt pour le cinéma, son acteur préféré étant Stan Laurel.

#### Durant la Seconde Guerre mondiale
René a 13 ans quand, en Europe, la Seconde Guerre mondiale commence. Si sa famille directe est à l’abri en Argentine, une partie de celle restée en Europe est victime de la Shoah. Des lettres de sa famille restée en France sous l’Occupation racontent les brimades quotidiennes, le port de l’étoile jaune…. Trois de ses oncles maternels, arrêtés après une dénonciation pour avoir imprimé des tracts antiallemands, meurent en déportation dans les camps de Pithiviers et d’Auschwitz,. La famille Goscinny rescapée ne le découvre qu’à la Libération, ce qui traumatisera durablement le futur scénariste.
De l’autre côté de l’Atlantique, Stanislas rejoint le « Comité de Gaulle » dès août 1940. Le 26 décembre 1943, peu après l’obtention de son bac à dix-sept ans, le jeune René Goscinny perd son père, des suites d’une hémorragie cérébrale, ce qui fait basculer la famille dans la précarité. René se voit obligé de rechercher un travail. Il est notamment dessinateur dans une agence de publicité,. Parallèlement, il publie ses premiers textes et dessins dans Quartier latin et Notre Voix, bulletin interne du collège français de Buenos Aires.

#### Dans l'Armée française
René Goscinny, accompagné de sa mère, quitte l'Argentine pour New York en 1945. Alors qu'il aurait pu rejoindre les forces armées des États-Unis et obtenir la nationalité américaine, Goscinny rejoint l’Armée française en 1946. Il sert à Aubagne, dans le 141e bataillon d’infanterie alpine. Promu caporal, puis très rapidement caporal-chef, Goscinny devient l’illustrateur officiel du régiment et réalise des menus et des affiches. Le général de Lattre de Tassigny, amusé par ses dessins, le nomme sergent — du moins le raconte-t-il plus tard avec humour avant de conclure : « C'est ainsi que je suis devenu une brute galonnée ! » Dès la fin de son service militaire, Goscinny décide de repartir à New York.

### Premiers travaux
« J'étais parti en 1947 aux États-Unis pour travailler avec Walt Disney, mais Walt Disney n'en savait rien. »

— René Goscinny
Rentré à New York où il espérait rencontrer Walt Disney, (en 1937 alors âgé de 11 ans il était parti avec son père voir "Blanche-Neige et les 7 nains" car il adorait ce film) , Goscinny veut trouver un métier en rapport avec ce qu'il aime le plus : faire rire les autres. Il frappe aux portes des éditeurs, agences de presse et studios de création avec ses quelques travaux publicitaires réalisés en Argentine et des dessins humoristiques personnels et des caricatures réussies de personnes connues (Hitler, Gable, Cagney, Tracy, Karloff…), mais il n'essuie que des refus. Goscinny traverse alors la période la plus difficile de sa vie. Il reste un an et demi sans emploi, déprimé et vivant aux crochets de sa mère.
Fin 1948, il trouve, par l'intermédiaire d'un ami français, un travail dans une agence de publicité. Il y rencontre Harvey Kurtzman, futur fondateur du magazine Mad. Ce dernier travaille alors surtout pour Timely Comics, mais possède aussi un studio de dessinateurs, nommé Charles William Harvey qu'il gère avec Bill Elder et Charles Stern. Pour gagner un peu d'argent, Kurtzman sous-loue le studio à d'autres auteurs de comics comme John Severin.
En 1949, Goscinny collabore avec Kurtzman et publie son premier livre intitulé Playtime Stories aux éditions Kunen Publishers,. Il s'agit d'un livre animé pour enfants de douze pages où il signe trois histoires : Robin Hood, Pinocchio et Aladin. Par la suite, il signe deux autres livres du même genre qui racontent l'amitié d'un Amérindien et d'un Blanc dans le premier et avec un cow-boy dans le second.

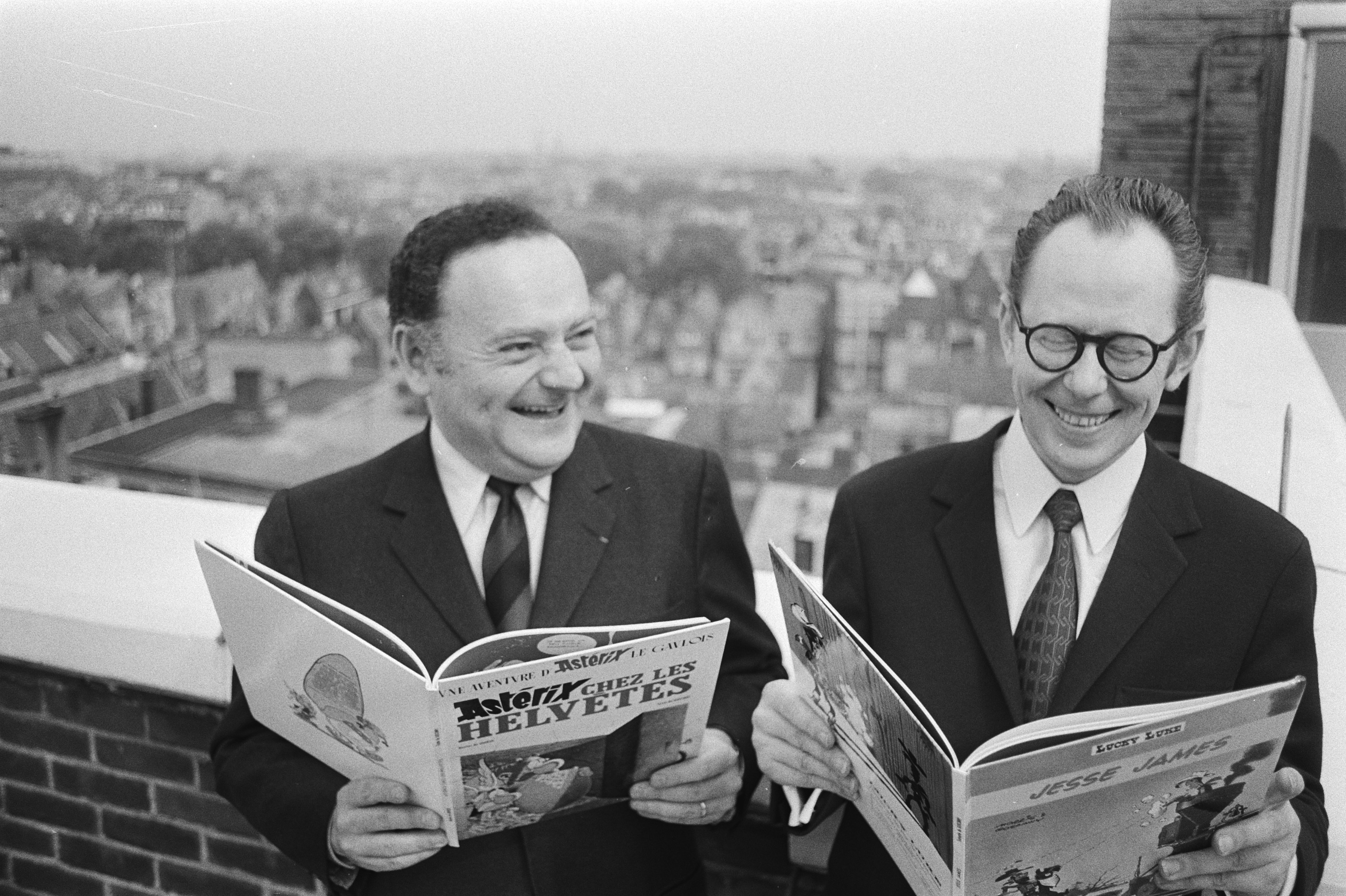
Goscinny et Morris photographiés ici en 1971, se sont rencontrés en 1948.

Avec l'argent gagné, il part en vacances à Paris. Sur le bateau du retour, il rencontre un Français, exportateur de fromages, nommé Jean Monmarson, qui lui apprend qu'un auteur belge de bande dessinée, Jijé, s'est installé dans le Connecticut. C'est par l'intermédiaire de Jijé qu'il rencontre Morris, élève de ce dernier et auteur de la série Lucky Luke. Morris et Goscinny deviennent très vite amis et partent à New York.
À l'été 1949, Goscinny travaille pour une société d'édition de cartes postales peintes à la main, mais il se rend souvent dans le Connecticut pour y voir Jijé, qu'il juge aussi bon en bande dessinée que les Américains. Il y apprend sa méthode pour dessiner, d'abord l'œil, puis la main. Goscinny n'a pas le même talent au dessin que les précédents élèves de Jijé, Morris ou André Franquin, mais Jijé s'intéresse à son sens du gag et des mots, qualité qui manque beaucoup aux auteurs de bande dessinée européens. Goscinny sort quatre nouveaux livres pour les enfants intitulés : The Little Red Car, Jolly Jungle, Hello Jimmy, Round the World, qui lui donnent l'occasion de dessiner des objets compliqués.

### Retour à Paris
Par l'intermédiaire de Jijé, Goscinny rencontre Georges Troisfontaines, directeur de World Press agency, qui travaille en étroite collaboration avec les éditions Dupuis. À son contact ainsi qu'à celui de Jijé et Morris, Goscinny pense de plus en plus à rentrer définitivement en Europe.
En attendant, il essaye de créer seul une bande dessinée qui a pour titre Dick Dicks, qui met en scène un détective de police new-yorkais. Si le dessin est médiocre, mettant en scène notamment des rues de New York vides de passants et de voitures, le scénario compte déjà plusieurs clés de lecture. Après le refus de la BD par tous les journaux et agences de New York, il décide d'envoyer ses planches à Jijé, rentré en Europe, pour qu'il les présente à Charles Dupuis. Mais une erreur d'envoi (les planches arrivent à Juan-les-Pins alors que Jijé est en Belgique et, qui plus est, elles arrivent dans un mauvais état) fait qu'elles ne seront jamais présentées. Goscinny reste fâché pendant une année contre Jijé après cet épisode.

### World Press
Lors d'une visite à New York, Georges Troisfontaines lui dit de passer le voir à Bruxelles. Goscinny le prend au mot et après le renvoi de ses planches par Jijé, il prend le bateau pour l'Europe. Il est reçu dans l'agence par Jean-Michel Charlier, alors directeur artistique, qui bien qu'il n'ait pas de travail pour lui, consulte quand même les planches de Dick Dicks. Enthousiasmé par le scénario (moins par le dessin), il convainc Georges Troisfontaines de l'engager. Celui-ci l'envoie chez son associé et beau-frère, Yvan Chéron, qui fait publier Dick Dicks dans le supplément du magazine La Wallonie et divers quotidiens belges.

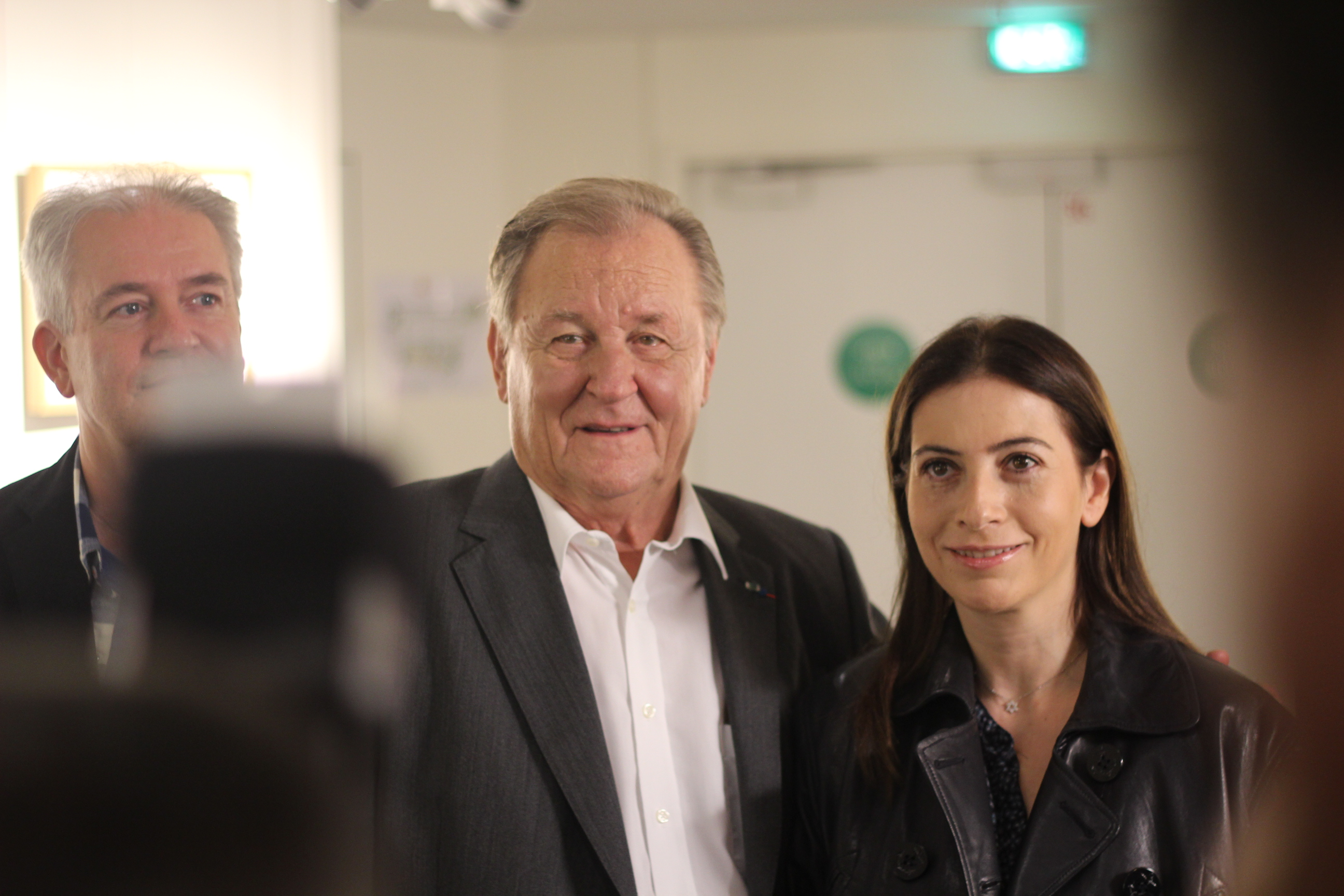
Uderzo et Anne Goscinny, 2013.

Durant l'hiver 1951, la World Press ouvre un bureau sur les Champs-Élysées à Paris. Goscinny y est envoyé pour travailler sur sa série. Il y rencontre Albert Uderzo, employé lui aussi par la World Press et qui dessine la série Belloy sur un scénario de Jean-Michel Charlier,. Les deux hommes se lient d'une profonde amitié. Très vite, ils décident de travailler ensemble, d'abord pour l'hebdomadaire belge Bonnes Soirées, où ils publient une chronique humoristique illustrée intitulée Sa Majesté mon mari. Goscinny y signe « la Fidèle Admiratrice de Sa Majesté », qui connaîtra deux cents épisodes. Puis ils s'occupent de la rubrique savoir-vivre du même hebdomadaire, sous le pseudonyme de Liliane d'Orsay (réutilisé une dizaine d'années plus tard par Pierre Desproges, dans le même magazine, pour la rubrique « courrier du cœur »).
Recevant régulièrement du courrier de femmes chics qui le félicitent pour ses bonnes manières, il répond un jour grossièrement (plus ou moins, selon les versions) à l'une d'elles et se voit renvoyé de l'hebdomadaire.
Avec Uderzo, il met en chantier plusieurs bandes dessinées, telles que Benjamin et Benjamine, Jehan Pistolet (qui est renommé Jehan Soupolet en 1953 lorsqu'il passera de La Libre junior à Pistolin), Luc Junior, Bill Blanchart. Avec le dessinateur Martial, il fait les premiers scénarios de Sylvie ainsi qu'Alain et Christine.
En 1952, Troisfontaines l'envoie à New York, avec pour mission de lancer TV Family, un magazine télévisé que Dupuis souhaite implanter outre-Atlantique. Quatorze numéros sont publiés. Au bout d'un an et 120 000 dollars de perte, Dupuis arrête les frais. René Goscinny y gagne le statut de directeur artistique, qui le conduit à devenir scénariste. Quelques mois plus tard, il retourne à nouveau aux États-Unis comme correspondant étranger de Dupuis.
De retour à Paris, il écrit des textes, nouvelles policières et des articles qui sont publiées notamment dans Le Moustique. Goscinny est également scénariste et dessinateur du Capitaine Bibobu, série parue en 1955 dans l’éphémère hebdomadaire en couleurs au format journal Risque-Tout. Après cette dernière tentative, il abandonne le dessin pour se consacrer exclusivement à l'écriture.
Il travaille avec d'autres dessinateurs. Cependant ses scénarios, fournis par l'intermédiaire de Georges Troisfontaines, sont rarement acceptés par les éditions Dupuis. À l'exception notable de Lucky Luke, ils se limitent à trois Belles Histoires de l'Oncle Paul (avec Eddy Paape), et à des collaborations avec Raymond Macherot (Pantoufle) et Jijé (un épisode de Jerry Spring).

### Lucky Luke

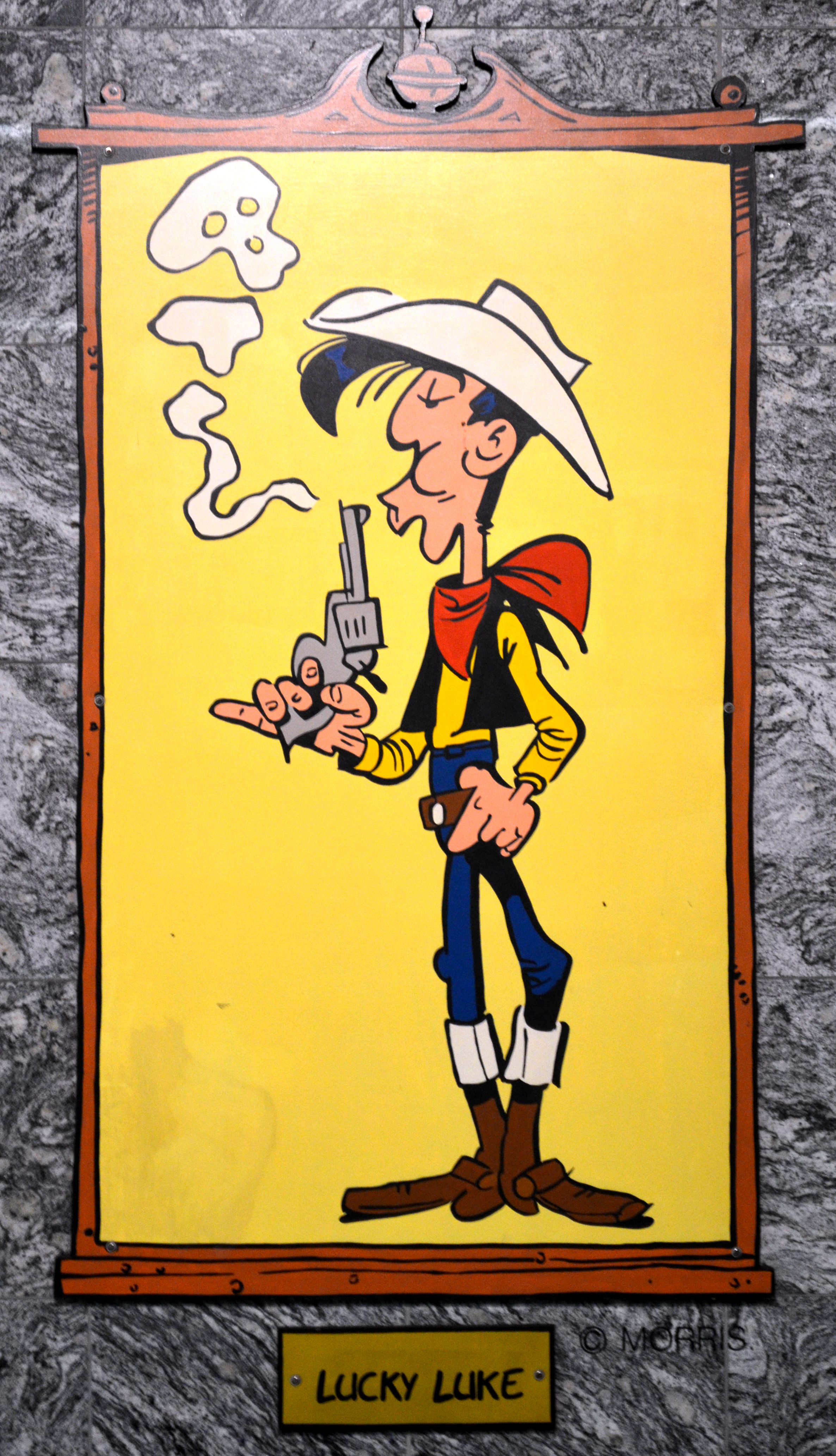
Lucky Luke, station Janson du métro léger à Charleroi (Belgique).

Le dessinateur Morris, qu'il a rencontré en 1948 aux États-Unis par l'intermédiaire de Jijé, le sollicite pour écrire le scénario de Lucky Luke. Des rails sur la prairie, la première aventure scénarisée par Goscinny, paraît dans Spirou en 1955. Après un dernier épisode réalisé par Morris sur un scénario de son frère, Louis De Bevere (Alerte aux Pieds-Bleus), René Goscinny reprend définitivement le scénario à partir de Lucky Luke contre Joss Jamon. Morris a créé son personnage en 1947. Il s'agit, au départ, d'un véritable cow-boy, qui se transforme rapidement en défenseur de la veuve et de l'orphelin. Il tire juste et vite, au point de devenir « l'homme qui tire plus vite que son ombre ». Après quelques années, Morris considère qu'un sang neuf ferait du bien à Lucky Luke. De plus, il apprécie de pouvoir se concentrer exclusivement sur le dessin.
L'intervention de Goscinny va amener une évolution dans les aventures de Lucky Luke. Les deux auteurs connaissent bien le folklore de l'Ouest américain. Ils mettent en scène avec dérision des personnages historiques : Calamity Jane, Jesse James, Billy the Kid, le juge Roy Bean. Ils parodient des westerns (Des rails sur la prairie, parodie de Pacific Express, La Diligence, clin d'œil à La Chevauchée fantastique, Le Pied-Tendre, qui rappelle L'extravagant Mr Ruggles, Chasseur de primes, référence aux films de Sergio Leone). Des personnages récurrents apparaissent (les frères Dalton, Rantanplan) et Jolly Jumper se met à parler.
De 1957 à 1977, Goscinny écrit les scénarios de 36 aventures de Lucky Luke, qui rencontrent un succès croissant auprès des lecteurs. Son nom n'apparaît sur les albums qu'à partir de la dix-neuvième aventure : Les Rivaux de Painful Gulch. Les albums précédents étaient signés « Texte et illustrations de Morris ». Ce n'est qu'en 1996 que les éditions Dupuis rétablissent la vérité. Goscinny apprécie particulièrement la collaboration avec Morris, avec qui il partage le goût de l'histoire du Far West et ses héros truculents. Les deux hommes créeront également, pour Le Hérisson, un personnage contemporain nommé Fred le savant, dont les aventures ne dureront qu'une quinzaine de planches.
Lucky Luke passera de Spirou à Pilote et des éditions Dupuis à Dargaud en 1968. En 1974, un magazine mensuel portant son nom verra le jour pour quelques mois. Il fait l'objet de plusieurs dessins animés et de films au cours des décennies suivantes.

### Le Petit Nicolas

Titre sur l'affiche du film Le Petit Nicolas, 2009.

En 1953, Goscinny rencontre Jean-Jacques Sempé dans les bureaux parisiens de la World Press. Sempé réalise des dessins humoristiques qui sont publiés dans Le Moustique. À la demande du journal, il a créé un personnage d'enfant nommé Nicolas. Quelques mois plus tard, les responsables du Moustique lui demandent d'en faire une bande dessinée, ce qui ne l'enchante pas. Il sollicite son « copain » Goscinny pour lui écrire des scénarios. Plusieurs planches du Petit Nicolas paraissent, signées Sempé et Agostini. Après l'éviction de Goscinny, Charlier et Uderzo de la World Press, Sempé rompt son contrat avec Le Moustique. En 1958, Henri Amouroux, directeur de la rédaction du quotidien Sud Ouest, contacte Sempé et lui propose de dessiner « un truc pour Noël avec du texte ». Sempé pense immédiatement au Petit Nicolas et à Goscinny. Celui-ci écrit Le Noël du Petit Nicolas, qu'illustre Sempé. Le succès est au rendez-vous et le tandem fait paraître Nicolas toutes les semaines pendant des années.
Le Petit Nicolas est une œuvre à part dans la carrière de Goscinny. Il met en scène un jeune garçon commentant « dans un langage de gosse » les multiples péripéties de son existence. Sempé explique : « Je racontais souvent à Goscinny mes souvenirs d'enfance, à l'école (j'étais un enfant chahuteur !), en colonie de vacances, etc., et il m'a incité à exploiter ces souvenirs, ces anecdotes. […] Il avait trouvé un ton formidable et qui plaît encore aux enfants d'aujourd'hui. Par la suite, il m'a dit, à plusieurs reprises, que Le Petit Nicolas était ce qu'il préférait de toute son œuvre ».
En 1959, Goscinny rapatrie Le Petit Nicolas dans Pilote. Les recueils, publiés chez Denoël à partir de 1960, connaissent un succès grandissant et sont régulièrement réédités. À partir de 2004, Anne Goscinny et Sempé feront paraître trois recueils supplémentaires d'histoires inédites. Ces ouvrages rencontreront un immense succès.
Sur la fin de Nicolas en 1965, les auteurs ont chacun leur version. Sempé explique qu'il veut se consacrer à ses albums de dessins humoristiques et que Goscinny a été très déçu, car il tenait énormément à ce personnage. Goscinny dit qu'il était lui-même « un peu fatigué de continuer ». En 1977, Sempé lui propose de reprendre leur collaboration en prenant pour cadre une école mixte. Ce projet ne pourra voir le jour.

### ÉdiFrance etPistolin
En 1956, Goscinny, Jean-Michel Charlier et Uderzo tentent de monter « une sorte de syndicat des dessinateurs de bande dessinée ». Selon Jean-Michel Charlier, l'objectif est d'« obtenir au moins que cette profession soit régulée et que les gens qui l'exercent aient quand même quelques garanties ». Une réunion de dessinateurs se tient, le 10 janvier 1956, dans un café bruxellois, à l'issue de laquelle les participants signent tous « une sorte de charte ». L'objectif est de remettre en cause le principe du copyright appliqué à la World Press, selon lequel l'ensemble des œuvres et des séries produites sous son égide lui appartient. Les auteurs sont ainsi dépossédés du fruit de leur travail. Le soir même, deux dessinateurs dénoncent les trois hommes à leurs éditeurs comme de dangereux meneurs. Goscinny, suspecté d’avoir fomenté ce mouvement, est licencié par Georges Troisfontaines. Charlier et Uderzo démissionnent par solidarité et se trouvent placés comme lui sur la liste noire des éditeurs.
Jean Hébrard, ex-chef de publicité à la World Press, leur propose de créer une double agence dédiée à la publicité et à la fourniture de rédactionnel pour les journaux : ÉdiPresse/ÉdiFrance. Bientôt rejoints par les dessinateurs Sempé et Jean-René Le Moing, les quatre associés se lancent dans de nombreuses activités : publicité, graphisme, relations publiques. « On faisait un peu n'importe quoi », expliquera plus tard Uderzo. Ainsi Charlier obtient pour ÉdiPresse le budget relations publiques du Syndicat de la margarinerie française et organise les séjours en France de dignitaires africains. Goscinny, Sempé et Uderzo sont sollicités pour accueillir les invités à leur descente d'avion et poser avec eux sur des photos.
L'équipe d'ÉdiFrance a le projet d'un magazine de bandes dessinées destiné à être encarté comme supplément hebdomadaire dans de grands quotidiens. Ce magazine est intitulé Le Supplément illustré. Un numéro zéro est préparé, auquel travaillent notamment Franquin, Jijé, Peyo, Morris et Will. Ce projet ne verra jamais le jour. Cependant, lors de leur départ de la World Press, Goscinny, Charlier, Hébrard et Uderzo ont négocié avec Troisfontaines la reprise du budget publicitaire du chocolat Pupier, qui publie le fascicule publicitaire bimensuel Pistolin. Goscinny en assure la rédaction en chef avec Jean-Michel Charlier. Plusieurs dessinateurs collaborent au journal, dont certains passeront à Pilote, dont Martial et Victor Hubinon. Au rythme de deux publications mensuelles, Pistolin voit son premier numéro sortir en février 1955. Goscinny crée à cette occasion le personnage de Pistolin, dessiné par Victor Hubinon (ce dernier signe la série du pseudonyme Victor Hugues). En janvier 1958, le no 72 annonce un passage au format de poche et devient mensuel. En avril 1958, paraît en double numérotation le volume 73/74. Après six numéros de cette nouvelle formule, le « journal » disparaît définitivement avec le no 83/84. René Goscinny considérait que le journal Pistolin était le précurseur du journal Pilote.

### Le Journal de TintinetOumpah Pah

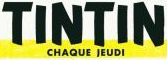
Logo du journal de Tintin.

Le 6 septembre 1956, Goscinny est contacté par André Fernez, le rédacteur en chef du Journal de Tintin. Ce dernier a, en effet, entendu parler de la « réputation de scénariste et d’humoriste » de Goscinny et souhaite travailler avec lui pour redonner au journal la pointe d’humour qui lui manque pour rivaliser avec le Journal de Spirou. L’auteur démarre alors une fructueuse collaboration avec le Journal de Tintin. Il débute par des récits humoristiques en deux ou trois planches avec Jo Angenot (Mottie la marmotte), Noël Bissot (Coccinelle le trappeur) et Albert Weinberg (Le professeur est distrait). Il scénarise un épisode des Aventures de Chick Bill pour Tibet (La Bonne mine de Dog Bull) ainsi que des histoires de Globul le martien et Alphonse. Pour Bob de Moor, il écrit les Mésaventures du Professeur Tric et il rédige quelques gags de Modeste et Pompon pour Franquin.
La présence de Goscinny au sein de Tintin s'accentue au cours des années suivantes. Il fournit un grand nombre de scénarios de récits courts à plusieurs dessinateurs : Rol, Coutant, Jo-El Azara, Raymond Macherot. Il s'implique davantage dans Prudence Petitpas de Maurice Maréchal. Mais c'est avec Dino Attanasio et Berck (Arthur Berckmans) qu'il développe les collaborations les plus fructueuses sur le Signor Spaghetti (16 épisodes d'histoires à suivre) et Strapontin (9 épisodes).
En 1957, Goscinny présente Uderzo à André Fernez. Uderzo commence par illustrer une série publicitaire, La Famille Cokalane, et une série de gags en une planche, Poussin et Poussif. Très vite, Fernez leur propose une série à suivre. Goscinny et Uderzo décident de ressortir un personnage de peau-rouge qu'ils avaient créé pour la World en 1951 : Oumpah-Pah. Il s'agit d'un Indien quittant sa réserve et ses traditions pour se mêler à la vie normale et moderne des Américains. Ils réalisent six planches, dont Harvey Kurtzman traduit les dialogues en anglais et que Goscinny tente sans succès de placer aux États-Unis lors de son séjour pour TV Family. Les deux auteurs le présentent également à Spirou, par l'intermédiaire d'Yvan Chéron, et essuient un refus.

Logo de la BD Oumpah Pah.

Sept ans plus tard, pour Tintin, Uderzo et Goscinny modifient leur personnage. Ses aventures ne se passent plus à l'époque moderne, mais pendant la période historique de la colonisation de l'Amérique. Ils introduisent auprès de l'athlétique peau-rouge Oumpah Pah, de la tribu des Shavashava, le personnage d'Hubert de la Pâte Feuilletée, jeune gentilhomme français perruqué et poudré. Cinq épisodes paraissent de 1958 à 1962, au cours desquels Goscinny prend parfois des libertés avec l'Histoire, notamment en introduisant des Prussiens venus coloniser le territoire américain et combattre les Français.
Oumpah Pah est une étape importante dans la collaboration entre Uderzo et Goscinny. Les deux amis ont une grande liberté dans la réalisation de la série. Le dessin d'Uderzo évolue, devient moins réaliste et plus humoristique. Les gags se multiplient. Cette série les amuse bien, mais n'est pas très bien placée au référendum. En 1962, Uderzo et Goscinny prennent prétexte de ce mauvais résultat et abandonnent Oumpah Pah. En fait, Uderzo est déjà absorbé par les deux séries qu'il dessine dans Pilote, pour lesquelles il réalise trois ou quatre planches par semaine.
En parallèle, Goscinny participe au magazine Paris-Flirt. Parallèlement, il rédige pour Jours de France le scénario et les gags des Aventures du docteur Gaudéamus, dessinées par Coq. Cette série destinée à des adultes lui permet de brocarder avec humour le snobisme parisien. Ce personnage créé par Coq est un savant qui ingurgite un élixir de sa fabrication lui permettant de redevenir un bébé. Goscinny rédige pour Gaudéamus 450 pages de scénario entre 1960 et 1967. Les deux hommes créent ensuite La Fée Aveline, héroïne sexy inspirée des Contes de Perrault, qui évolue alternativement dans le Paris des années soixante et dans le pays des légendes. Quatre épisodes sont publiés entre 1967 et 1969. Goscinny scénarise et donne des textes à L'Os à moelle, La Vie française et Pariscope.
« De cette époque, je garde surtout le souvenir d'un travail gigantesque », déclare plus tard Goscinny. Absorbé par les séries qu'il écrit dans Pilote, il abandonne progressivement sa coopération avec Tintin.

### Pilote,IznogoudetAstérix

#### Débuts

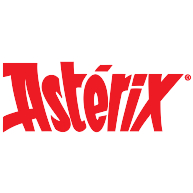
Logo officiel d'Astérix.

En 1959, Raymond Joly, chef du service de presse de Radio Luxembourg, contacte ÉdiFrance. La station souhaite lancer un magazine pour les jeunes. Des éditeurs d'un quotidien de Montluçon souhaitent investir dans cette opération. C'est ainsi que se crée Pilote, dont Charlier, Uderzo, Goscinny, Joly et le publicitaire François Cleauteaux forment l'équipe de base. Goscinny en est le secrétaire de rédaction. Il devient un des écrivains les plus productifs pour le magazine. Dans la première édition, il lance, avec Albert Uderzo, son compagnon de « besogne de la futilité », sa plus fameuse création, Astérix.

##### Noms d'Astérix et Obélix
Les patronymes d'Astérix et Obélix pourraient trouver leur origine dans l'atelier typographique de son grand-père maternel : les signes astérisque et obèle, peut-être via le couple des noms anglais de ces signes (asterisk et obelisk ou de leurs noms allemands (Asterisk et Obelisk).
Cependant l’origine du nom d'Obélix provient peut-être de l’obélisque, colonne de pierre célébrant le soleil chez les Égyptiens. Dans une histoire courte parue en 1963 dans Pilote, Goscinny et Uderzo mettent en scène un descendant d'Obélix qui leur explique : « Je m'appelle Obélisc'h… Prononcez obélisque, c'est plus simple… ».

##### Autres activités
Goscinny reprend également l’écriture du Petit Nicolas et de Jehan Pistolet, maintenant appelé Jehan Soupolet.
Pilote, en difficulté financière, est racheté par Georges Dargaud en 1960. Après une dérive vers le style yéyé liée aux idées d'un éphémère rédacteur en chef, les ventes chutent. Dargaud fait appel à Charlier et Goscinny pour redresser le magazine.
Charlier et Goscinny sont nommés co-rédacteurs en chef de Pilote en septembre 1963 et font de Pilote un magazine pour adolescents, publiant des bandes dessinées plus inventives et libérées que celles de la presse pour enfants. Ils revalorisent les salaires des dessinateurs. Jean Tabary raconte : « À Pilote, on était très bien payés. Goscinny et Charlier avaient pratiquement doublé les prix ».
Goscinny commence de nouvelles séries :
- Les Divagations de Monsieur Sait-Tout avec Martial ;
- La Potachologie et Le Potache est servi avec Cabu ;
- Les Dingodossiers avec Gotlib de 1965 à 1967 ;
- La Forêt de Chênebeau avec Mic Delinx.

#### RecordetIznogoud

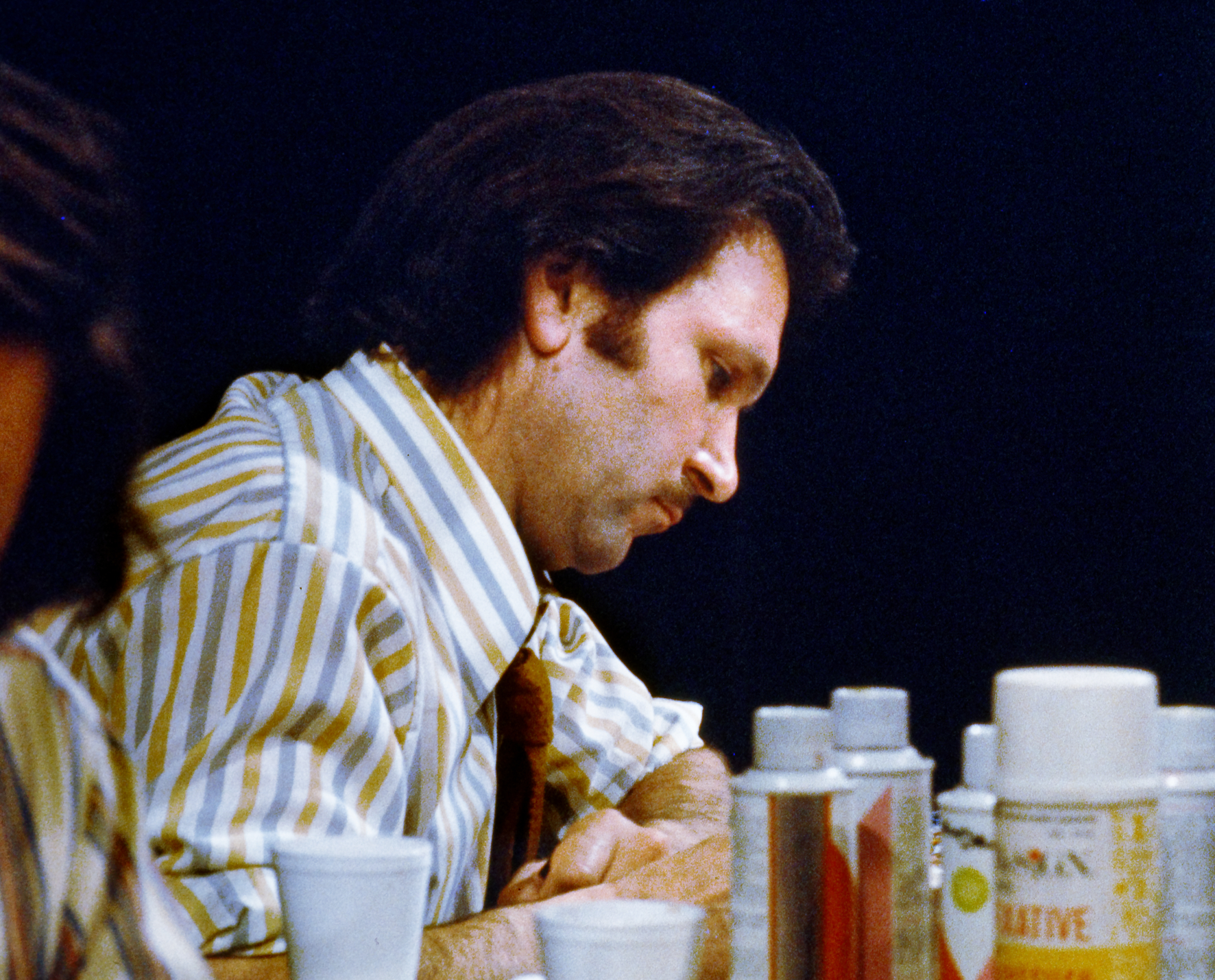
Jean Tabary en 1973.

Dargaud avait déjà « testé » le duo Charlier-Goscinny en leur confiant la responsabilité éditoriale du mensuel Record l'année précédente. Ce périodique, publié en association avec les éditeurs catholiques de La Maison de la Bonne Presse, a pris en 1962 la succession de l'hebdomadaire pour la jeunesse Bayard. Goscinny y a créé avec Jean Tabary la série Iznogoud, sous le titre Les Aventures du calife Haroun-el-Poussah.
Cette série trouve son origine dans Les Vacances du Petit Nicolas : le moniteur de la colonie de vacances où se trouve Nicolas raconte aux enfants l'histoire d'un méchant vizir qui veut devenir calife à la place du calife. Goscinny explique : « Lorsque Record est paru et qu'on nous a demandé une série à Tabary et à moi, j'ai pensé faire une parodie des Mille et Une Nuits en prenant toujours pour thème le vizir qui veut devenir calife et qui n'y arrive pas. L'amusant est qu'il faut toujours trouver le truc pour qu'il n'y arrive pas et renouveler l'opération à chaque histoire ». L'auteur en profite pour s'abandonner à son goût du calembour. Tabary précise : « Il casait dans Iznogoud tous les calembours épouvantables qu'il ne pouvait pas mettre dans Lucky Luke parce que Morris les détestait. » La série paraîtra dans Record et simultanément dans Pilote à partir de 1968.
Iznogoud est, avec Lucky Luke et Astérix, l'un des trois personnages sur lesquels Goscinny se concentrera jusqu'à sa mort. De son vivant, ses albums n'obtiendront pas le même succès que ses deux autres héros, atteignant malgré tout des tirages de 100 000 exemplaires. Une série de dessins animés diffusés à partir de 1995, puis le film de Patrick Braoudé en 2005 lui apporteront un surcroît de visibilité.

#### Astérix: la consécration

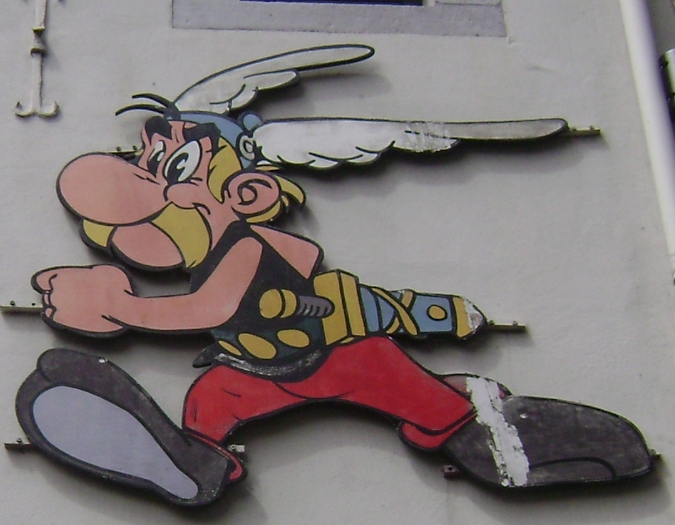
Astérix sur un mur de Saint-Trond (Belgique).

Au départ, Goscinny et Uderzo pensent faire pour Pilote une série fondée sur le Roman de Renart. Comme un dessinateur vient de travailler sur ce sujet, ils doivent renoncer et cherchent une autre idée. Ils passent en revue l'histoire de France et s'arrêtent rapidement à la « veine gauloise ». Goscinny pousse ses recherches, trouve des patronymes en « ix » : « Nous nous sommes amusés comme des fous en élaborant notre sujet. Astérix est né dans la joie ».
Les deux auteurs arrêtent leur choix sur un personnage unique. Uderzo dessine tout d'abord un personnage grand et fort, comme Oumpah Pah. Il explique : « René m'a demandé de faire exactement le contraire. Je lui ai donc raccourci les jambes et arrondi le nez. Le regard devait être malin. Mais je suis têtu, c'est ce que l'on dit de moi, alors j'ai dessiné dès la première aventure un autre Gaulois, beaucoup plus grand et baraqué qu'Astérix. C'est devenu le personnage que l'on connaît, notre bon Obélix. Le chien est arrivé longtemps après sans idée fixe d'ailleurs, si je puis me permettre. C'était pour moi un running-gag ».
Le succès éditorial d'Astérix va devenir un phénomène d'édition à partir de 1965. Alors que le premier album Astérix le Gaulois, publié en octobre 1961, avait été tiré initialement à 6 000 exemplaires, les deux albums suivants (La Serpe d'or et Astérix chez les Goths) sont édités à 15 000 exemplaires, puis 60 000 pour Astérix gladiateur et Le Tour de Gaule d'Astérix. Le cap des 100 000 est franchi en 1965 pour Astérix et Cléopâtre. Ce tirage est doublé pour Le Combat des chefs puis quadruplé pour Astérix chez les Bretons. Ce premier tirage est épuisé en quelques jours. En 1967, Astérix et les Normands est tiré à 1 200 000 exemplaires. Ces nombres sont exceptionnels à une époque où la bande dessinée est cantonnée exclusivement à la clientèle enfantine. Seul Tintin a atteint des niveaux de vente comparables : au milieu des années soixante, Casterman vend 1,5 million d'albums par an mais trois albums seulement ont franchi la barre du million de ventes.
Le 26 novembre 1965, une fusée Diamant-A lancée depuis le Centre interarmées d'essais d'engins spéciaux d'Hammaguir, en Algérie, met sur orbite le premier satellite français. Le Centre national d'études spatiales (CNES) l'a baptisé Astérix en l'honneur du petit Gaulois.
Le 19 septembre 1966, le magazine L'Express consacre sa couverture et plusieurs pages au « phénomène Astérix », la « nouvelle coqueluche des Français ». On y apprend que le New York Times vient de lui consacrer une étude très sérieuse et que le feuilleton radiophonique Astérix le Gaulois, diffusé sur France Inter depuis le 18 juillet, rencontre un grand succès d'audience.
L'expression « Ils sont fous ces Romains » devient un signe de reconnaissance. Pour Goscinny et Uderzo, c'est la consécration. Ils sont invités à la radio et à la télévision. Au cours d'un dîner, le ministre de la Jeunesse et des Sports François Missoffe leur apprend que le général de Gaulle a, lors d'un récent Conseil des ministres, affublé chaque participant du nom d'un des personnages d'Astérix.
Parallèlement à ce succès éditorial et médiatique, Astérix devient un support publicitaire particulièrement demandé. Skip, Amora, Tonimalt, Bel, L'Alsacienne, Staedtler et de nombreuses autres marques l'utilisent dans leur communication. À la mi-68, le Gaulois est utilisé pour la promotion de quatre-vingt-trois produits pour un investissement publicitaire global de cinquante millions de francs.
En 2019, l'album La Fille de Vercingétorix est tiré à 5 millions d'exemplaires - dont 2 millions en français et 1,6 million en allemand. Depuis la sortie du premier opus Astérix le gaulois en 1961, les BD du héros de René Goscinny et Albert Uderzo se sont écoulées à plus de 370 millions d'exemplaires dans le monde. Comparativement, les aventures de Tintin ont été vendues à 270 millions d'exemplaires.
Avec le succès d'Astérix, René Goscinny a réussi à faire reconnaître le métier de scénariste de bande dessinée et il en était fier :

« Lorsque nous avons débuté, il n'était pas question de gagner sa vie en faisant ce métier. On me regardait bizarrement et on me disait : « Mais quel est votre VRAI métier ? C'est impossible que vous vous occupiez de mettre des lettres dans des ballons ! » Heureusement, j'ai de l'amour-propre mais aucun sens de la dignité. »

#### Mai 68 et ses conséquences

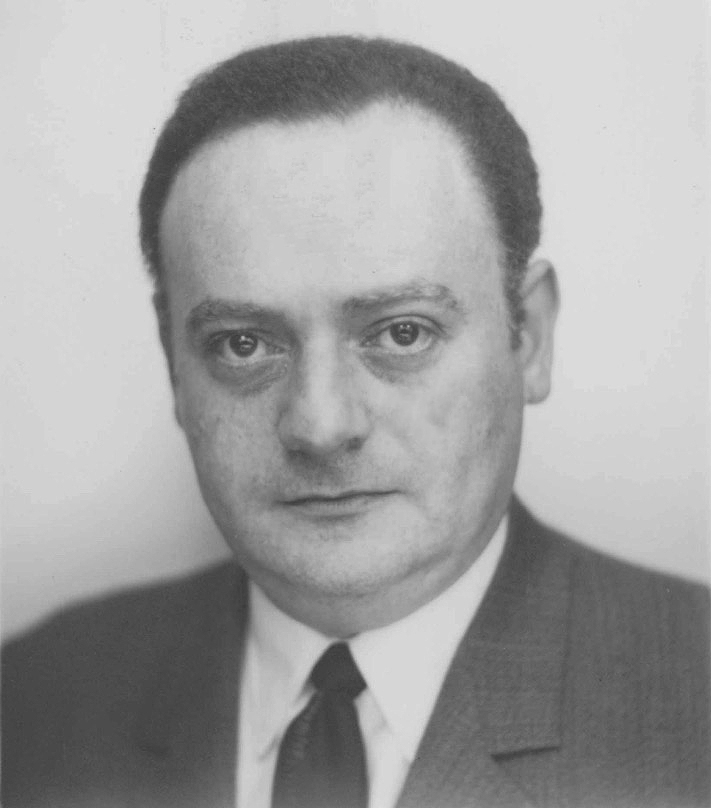
René Goscinny en 1969.

En 1966, après la seconde interdiction d'Hara-Kiri, Goscinny accueille à Pilote les dessinateurs Gébé et Reiser, qui faisaient partie de la rédaction. En mai 1968, un événement le marque profondément. Alors que la parution de Pilote est suspendue en raison des grèves, il est convoqué à une réunion par des syndicalistes et des dessinateurs, parmi lesquels Mandryka, Giraud et Mézières. Il se retrouve seul face à « une sorte de tribunal improvisé ». Lors de ce « procès quasi stalinien », certains participants le traitent de « suppôt du patronat ». Mandryka, qui regrette ces événements, écrira plus tard qu'il y a vu « de la haine en action ». Goscinny est « écœuré » par le comportement de ces jeunes dessinateurs qu'il avait pourtant contribué à lancer dans le métier, au point qu'il songe à abandonner la bande dessinée. Cet épisode lui aurait inspiré l'album d'Astérix La Zizanie.
Peu après cet incident, Goscinny change la formule de Pilote en introduisant les « pages d'actualité », rédigées et dessinées par des collaborateurs dont les idées ont été retenues lors des réunions de rédaction hebdomadaires. Pilote souhaite s'adresser à un lectorat plus âgé tout en continuant de publier des bandes dessinées traditionnelles. À cette occasion, Serge de Beketch, journaliste à Minute, fait son entrée dans le magazine.

#### Polémiques et départs
En septembre 1971, l'hebdomadaire est pris à partie par un journaliste nommé Noël-Jean Bergeroux dans Le Monde. Dans un article intitulé « M. Pompidou épaule Astérix », il reproche à Pilote plusieurs portraits du président Georges Pompidou réalisés à l'occasion de la Saint-Georges et l'accuse de récupération commerciale. Il s'en prend en particulier à Michel Tanguy « nouvelle version des chevaliers du ciel, des défenseurs de l'ordre et des héros bien-pensants ». Bergeroux oppose Pilote à Hara-Kiri hebdo, devenu Charlie-Hebdo « haut lieu du renouvellement ». Goscinny prend l'article comme une attaque personnelle. Il dira de Bergeroux qu'il est « intellectuellement, certainement un malhonnête homme ». François Cavanna renchérit sur l'article du Monde dans Charlie Hebdo en appuyant Bergeroux et conclut ainsi sa violente diatribe : « Pilote est mauvais parce que ceux qui le font sont mauvais ». Il somme Gébé, Cabu et Reiser de cesser leur collaboration à l'hebdomadaire et de se consacrer en exclusivité à Charlie-Hebdo. Les trois hommes obtempèrent et quittent Pilote.
Un autre épisode vient perturber le journal en 1972 : Mandryka, Gotlib et Claire Bretécher fondent leur propre journal, L'Écho des savanes. Goscinny vit très mal ce qu'il considère comme des désertions.
En 1974, René Goscinny supervise Lucky Luke, le nouveau magazine mensuel lancé par Dargaud, qui connaîtra 12 numéros. Cependant, un mauvais climat s'est installé à la rédaction de l'hebdomadaire, en raison notamment d'une violente dispute que Goscinny a avec Giraud : « J'ai eu des ennuis avec mes collaborateurs […] Il s'est incontestablement institué une drôle d'ambiance ». En 1974, il quitte la rédaction en chef du magazine auquel il continuera de collaborer de temps à autre.

#### Bilan dePiloteet d'Astérix
Quand il prend, avec Jean-Michel Charlier, les rênes de Pilote, en 1963, René Goscinny développe une politique d'expérimentation. Il intègre de jeunes auteurs et des séries qui tranchent avec la bande dessinée des années cinquante. L'éditeur Georges Dargaud lui laisse les mains libres tant qu'Astérix continue à vendre deux millions d'exemplaires par an. « C'est clairement Astérix qui a financé toute une génération qui n'aurait pas éclos sans cela », estime le documentariste Guillaume Podrovnik.
Patrick Gaumer l'explique ansi :

« Goscinny, et c’était sa grande force, savait détecter, accompagner et faire émerger des personnalités pour les faire accepter du public. C’est lui qui signait par exemple les premiers scénarios des Dingodossiers dessinés par Gotlib, avant de laisser carte blanche au dessinateur. Pilote était tout sauf un suiveur de modes ; il prenait de l’avance sur son temps. Auparavant, la bande dessinée était un genre très codifié, avec de sempiternelles histoires de scouts, de cow-boys, de militaires ou de pilotes automobiles. Goscinny et Pilote ont ouvert les horizons. Des séries comme Blueberry en 1963 ou Valérian de Jean-Claude Mézières et Pierre Christin en 1965 ont constitué des changements radicaux. Après mai 68, Goscinny a cessé de publier la plupart des séries à suivre, trop marquées par le passé, et s’est tourné vers la nouvelle génération (Nikita Mandryka, Claire Bretécher…). »

Pierre Christin témoigne :

« En tant que rédacteur en chef, René Goscinny était authentiquement libéral. Il était capable, au nom du journal qu’il défendait, d’accepter des auteurs, des histoires, des styles et des genres qu’il n’appréciait pas particulièrement. La science-fiction et Valérian lui plaisaient peu, mais il en a tout de suite vu les potentialités pour Pilote. »

Nikita Mandryka, auteur du Concombre masqué, garde un souvenir ému de la liberté qui régnait à l'époque :

« On acceptait tout ce qui était non conforme. Le journal réunissait les meilleurs dessinateurs qui faisaient ce qu’ils voulaient. »

Durant toutes ces années passées à Pilote, René Goscinny a permis de révéler au grand public un grand nombre d'auteurs et de dessinateurs, parmi lesquels on peut nommer Cabu, Fred, Mandryka, Pierre Christin, Jean-Claude Mézières, Philippe Druillet, Claire Bretécher, Julio Ribera, Jean Giraud, Alexis, Enki Bilal, Mulatier, Ricord ou Gotlib. Le journaliste Pierre Lebedel relève : « J'ai regardé d'un peu plus près Pilote du no 530 (1er janvier 1970) au no 738 (27 février 1973). Cent trente-huit dessinateurs et scénaristes y ont collaboré. Plus de la moitié sont aujourd'hui des vedettes ».
En 1981, André Franquin, dessinateur de Spirou et créateur de Gaston Lagaffe, résume le rôle essentiel de Goscinny dans l'évolution de la BD française, à travers le journal Pilote et le personnage d'Astérix :

« [Avant Astérix], la BD était pour enfants, il fallait les ménager. Goscinny n'avait pas du tout cette mentalité, il avait fréquenté aux États-Unis les gens de Mad, et il voulait faire en rentrant en France une BD pour tous. Il a essayé des styles nouveaux, grâce au succès d'Astérix, il a fait des essais [dans Pilote] qu'un éditeur n'aurait pas osé faire. […] Il a donc […] imposé des styles auxquels on n'était pas habitués, et auxquels on a peut-être mis du temps à s'habituer, par exemple aux dessins d'un Fred, qui ne ressemblait pas du tout à ce langage universel qui venait de Disney, d'Hergé. »

### Statut de scénariste

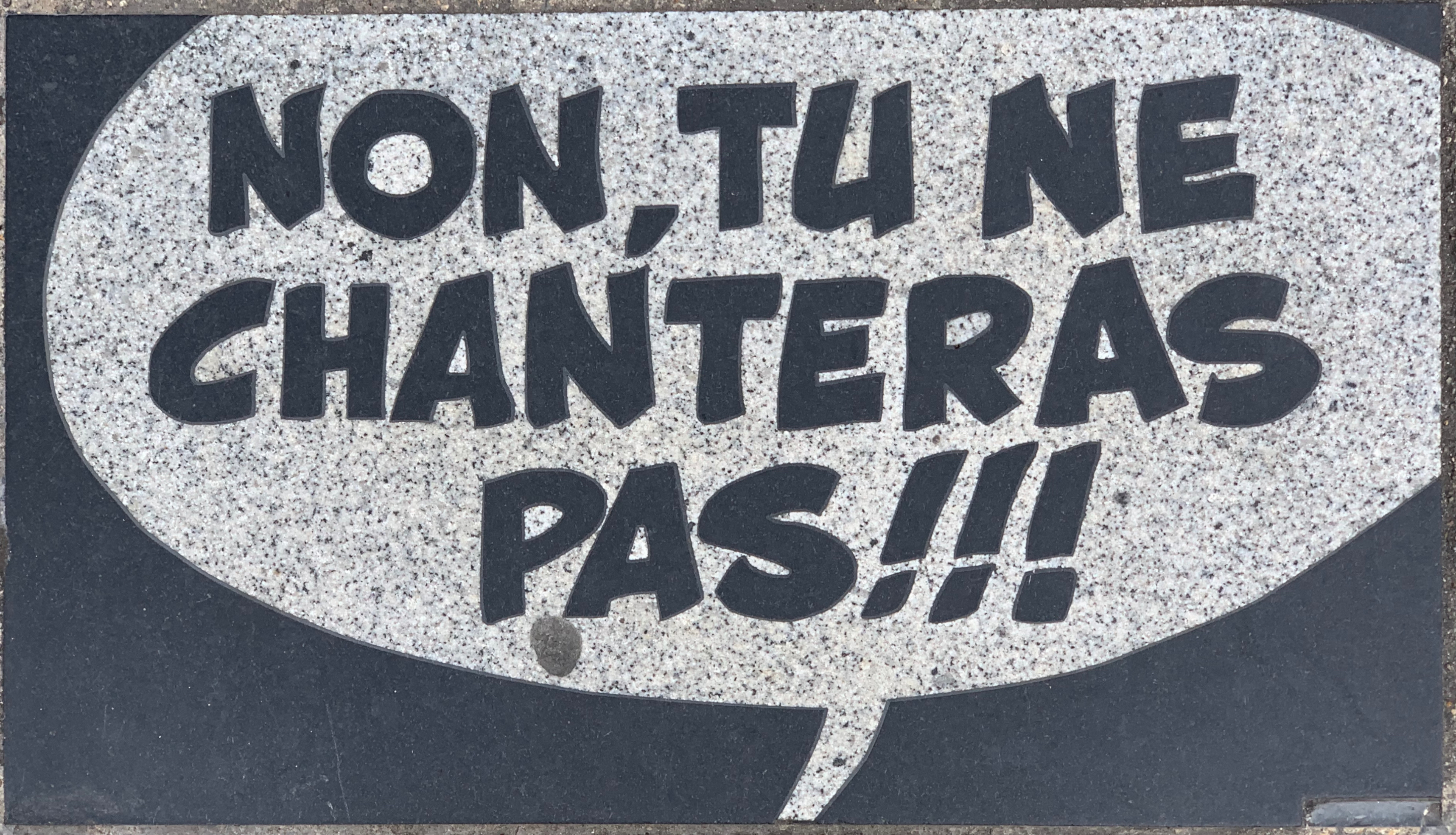
Dalle au sol (Non, tu ne chanteras pas !!!), rue René-Goscinny à Paris

Tout au long de sa carrière, Goscinny s'attache à découvrir de nouveaux talents et à faire évoluer son statut et celui de ses pairs. Il fait inscrire le nom du scénariste de bande dessinée aux côtés de celui du dessinateur en tête des planches, ce qui figure le premier pas d’une reconnaissance du métier, puis sur la couverture des albums et parvient aussi à le faire figurer dans les contrats, ce qui octroie au moins au scénariste des droits d’auteur.
Sur le socle de l'obélisque érigé devant la gare d'Angoulême, une citation est notamment gravée pour rappeler le rôle décisif que René Goscinny a joué pour la reconnaissance du métier de scénariste :

« Quand j'ai entendu dire : "Le métier de scénariste ? C'est à la portée du premier imbécile venu", j'ai compris que j'avais trouvé ma voie. »

En 2021, la ville d'Angoulême dédie une grande fresque murale à René Goscinny, sise dans la rue qui porte son nom,. Parmi les 24 fresques qu'affichent les murs de la ville, c'est la première qui met à l'honneur toute une profession – scénariste de BD – à travers la figure de Goscinny.

### Le Feu de camp du dimanche matin
Fin 1969, Goscinny est sollicité par la radio Europe 1 pour animer « dans l'esprit Pilote » la tranche horaire du dimanche de 11 h 30 à 13 heures, précédemment occupée par Francis Blanche. L'équipe qu'il constitue avec Fred, Gébé et Gotlib s'amuse beaucoup à préparer des sujets et enregistrer des sketches pour cette émission qu'ils intitulent Le Feu de camp du dimanche matin. Mais l'écoute n'est pas au rendez-vous et Lucien Morisse, directeur des programmes, interrompt brutalement l'émission après treize semaines.

### Vie privée

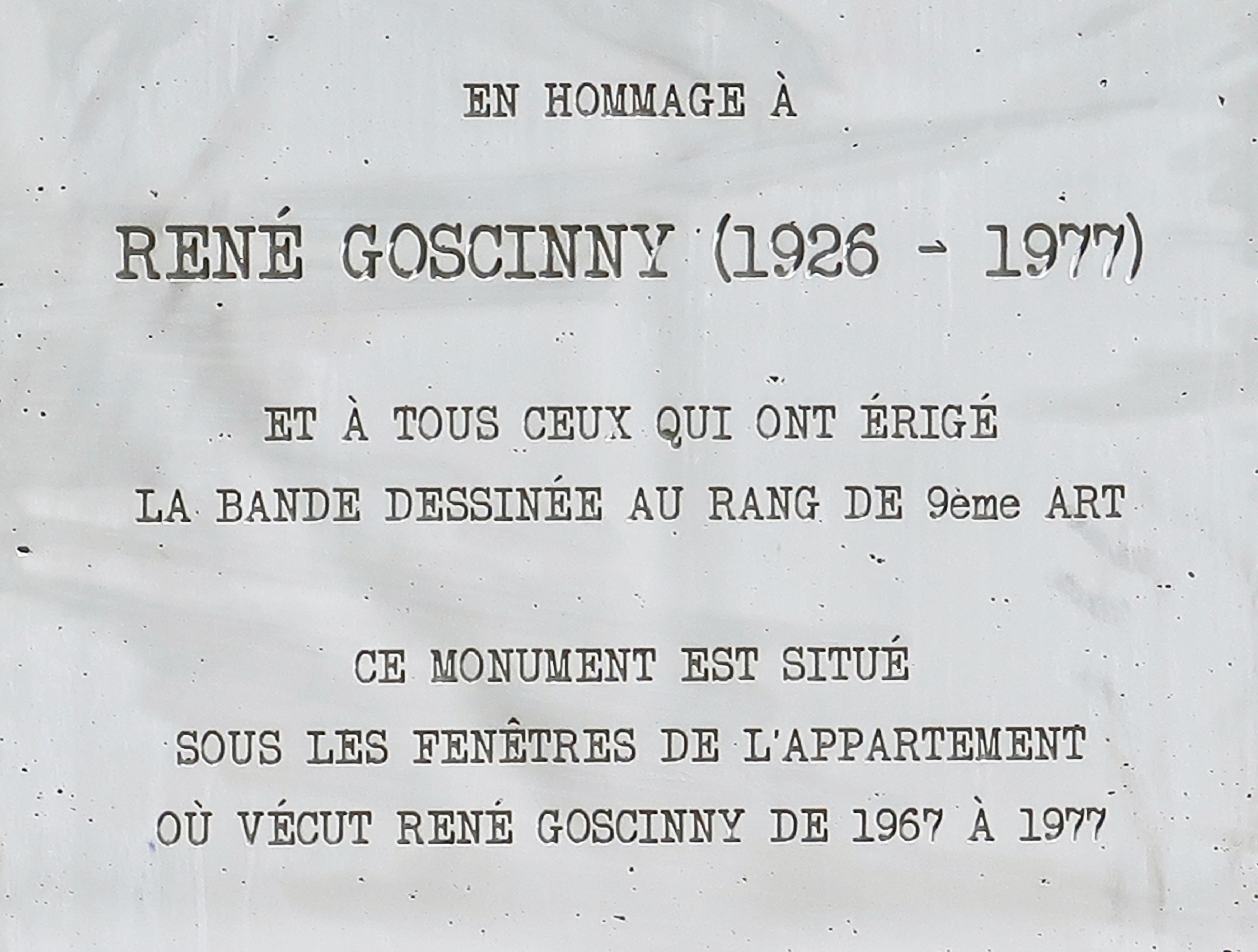
Inscription sur le socle de la statue de René Goscinny dans le jardin de la gare de Boulainvilliers (16e arrondissement de Paris), près de son dernier domicile.

René Goscinny explique avoir connu une période de « grandes difficultés économiques » et de « chômage désespérant » aux États-Unis entre 1946 et 1948. Il habite alors à New York avec sa mère, qui le nourrit et l'encourage. Quand il rentre en France, il habite une petite chambre avenue de Versailles à Paris. L'époque est matériellement difficile, mais les collaborateurs de la World Press passent cependant de bons moments ensemble. Georges Troisfontaines aime vivre la nuit et fréquenter les restaurants et les boîtes de nuit. Il entraîne son équipe qui découvre ainsi la vie nocturne de la capitale et les établissements à la mode. Goscinny évoquera plus tard ces soirées dans l'un de ses Interludes.
Progressivement, à force de travail, la situation financière de Goscinny s'améliore. Il fera venir sa mère quelques années plus tard et ils s'installeront dans un appartement de la rue Alfred-Bruneau dans le 16e arrondissement. En 1967, Goscinny emménage non loin de là dans un appartement avec terrasse au 56, rue de Boulainvilliers.
Passionné de croisières, Goscinny rencontre, lors de l'une d'elles, en 1965, Gilberte Pollaro-Millo (1942-1994), une jeune Niçoise de 24 ans. Ils se marient le 26 avril 1967 dans le 16e arrondissement de Paris. Le 19 mai 1968 naît leur fille Anne, devenue par la suite écrivain.

### Mort

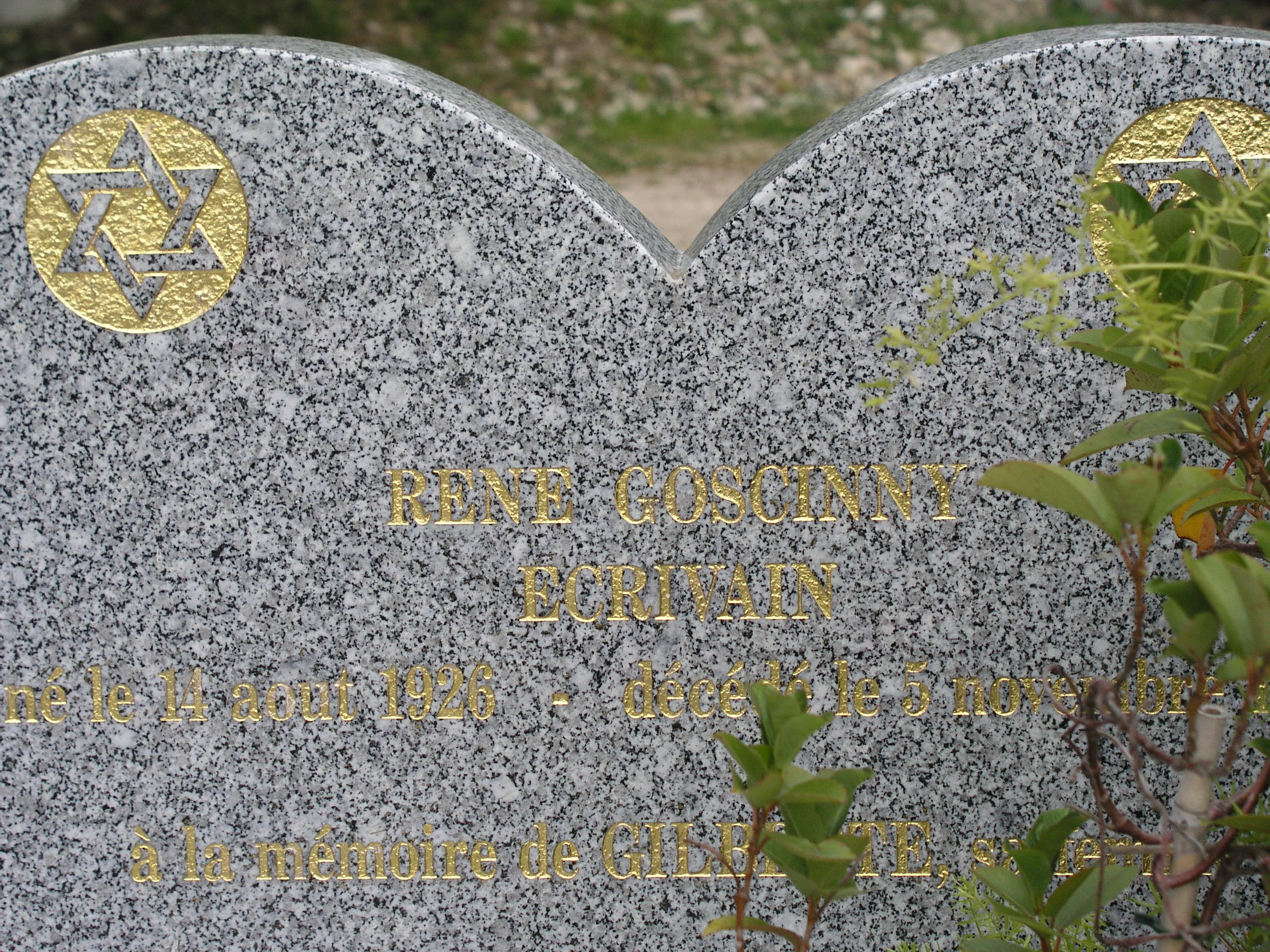
Tombe de René Goscinny au cimetière du Château à Nice.

En octobre 1977, il s'effondre en portant les valises de son frère à Roissy. Il s’était vu diagnostiquer un infarctus du myocarde et prescrire un traitement médical et un régime sévère avec arrêt du tabac. Après ce premier malaise cardiaque, quelques semaines plus tard le 5 novembre, il se rend chez son cardiologue pour se livrer à une épreuve d'effort sur un vélo d'appartement. C'est en cours d'effort physique que René Goscinny est victime d'une nouvelle crise cardiaque qui lui est fatale, bien que transporté à la clinique de la rue de Chazelles à Paris 17e où il meurt, à l'âge de 51 ans,.
Selon Albert Uderzo, le cardiologue a adressé Goscinny à une clinique de la rue de Choiseul pour effectuer l'épreuve un samedi matin, en présence d'un seul manipulateur. Il ne s'y trouvait ni médecin ni service de réanimation. Le décès de Goscinny a servi d'exemple : lors d'un congrès de cardiologie ultérieur, il fut décidé que, dorénavant, les épreuves d'effort se feraient en présence d'un cardiologue et d'un service de réanimation.
Inhumé dans un premier temps au cimetière du Montparnasse à Paris, il est enterré dans un second temps au carré juif du cimetière du Château, à Nice, selon la volonté de sa fille, Anne,.

## Relations avec Georges Dargaud
Trois éditeurs dominent la réalisation et la diffusion des « journaux illustrés » dans l'Europe d'après-guerre. Charles Dupuis assure la direction artistique de Spirou depuis sa création en 1938. Raymond Leblanc a lancé avec Hergé le journal Tintin en 1946. Georges Dargaud assure l'édition française de Tintin depuis 1948.
Goscinny n'a pas eu de relation directe avec Dupuis. Selon Uderzo, toutes les propositions faites par les deux auteurs furent refusées par l'éditeur. Les rares collaborations avec Spirou se sont faites par l'intermédiaire de Georges Troisfontaines et de Morris. Selon Morris, « il y a plusieurs albums (de Lucky Luke) scénarisés par Goscinny qu'il n'a pas signés car Dupuis le voyait d'un mauvais œil ». L'affaire de la « charte » des dessinateurs a affolé Dupuis, qui en voulait à Goscinny depuis l'échec de TV Family.

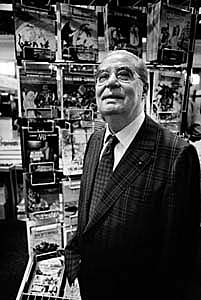
Georges Dargaud en 1988.

Uderzo et Goscinny n'ont jamais eu de sympathie particulière pour Raymond Leblanc. Leurs rapports avec Georges Dargaud, qui a repris Pilote en 1960, ont souvent été difficiles. Uderzo considère que celui-ci, dès le début, les « roulait dans la farine » et qu'il ne croyait pas au succès d'Astérix. Il avait fallu le « secouer » pour qu'il accepte d'augmenter les tirages.
Selon Françoise Verny, il y a eu un vrai problème entre Goscinny et Dargaud : « René Goscinny était un auteur clé, capital, et les éditions Dargaud étaient un peu les éditions René Goscinny, ce qui n'est jamais très supportable à vivre pour un éditeur. » En 1974, Dargaud accepte de participer au capital des studios Idéfix « parce qu'il était obligé de suivre Goscinny ».
Cependant peu avant sa mort, Goscinny entre en conflit avec Dargaud à propos d'un nouveau contrat pour Lucky Luke. Claude Goscinny travaille chez Dargaud et a déjà alerté son frère René sur des procédés anormaux lésant les intérêts des auteurs. Goscinny et Uderzo ont cependant accepté de renouveler leur contrat sur Astérix en 1975. Selon Uderzo, Goscinny souhaite que le contrat portant sur Lucky Luke soit transposé aux mêmes dates. Il refuse le contrat proposé par Dargaud, mais il rédige le scénario du Fil qui chante et le fait parvenir à Morris. Quelques semaines plus tard, il apprend que Dargaud a convaincu Morris de signer seul le contrat et que l'album a été imprimé.
Goscinny est meurtri par la trahison de son ami et fou de rage contre Dargaud. « Des papiers bleus d'assignation commencent à circuler. » Il engage un référé, fait placer des scellés sur les albums et dénonce son contrat avec Dargaud le 29 mars 1977, tout en demandant à Uderzo d'arrêter de réaliser les planches de l'épisode en cours Astérix chez les Belges. Après la mort de Goscinny, Dargaud contraint Uderzo par voie de justice à lui remettre devant huissier les sept planches manquantes, sous peine de dix millions de francs de dommages et intérêts. Gilberte Goscinny, qui s'oppose à la diffusion du Fil qui chante, est assignée en justice par Morris et perdra le procès.
Ce conflit débouche, en 1990, sur un procès intenté contre les éditions Dargaud par Gilberte Goscinny et Albert Uderzo. Une expertise est demandée sur les conditions d'exploitation des albums d’Astérix en langue étrangère. Le rapport est déposé en juillet 1992. La cour d'appel de Paris tranche le litige en 1998 en faveur des plaignants et Dargaud se voit retirer l'exploitation de tous les albums parus avant 1977.
Entre-temps, Uderzo a fondé Les Éditions Albert René vouées aux nouvelles aventures d'Astérix. Les rééditions des premiers albums sont attribuées à Hachette.

## Goscinny et le cinéma

### Influences
Dans sa jeunesse, Goscinny va régulièrement au cinéma avec son père. Ils vont voir les films burlesques de Charlie Chaplin, Buster Keaton, les Marx Brothers, Laurel et Hardy. Le duo comique fascinera longtemps Goscinny. Il s'imprègne également de la culture du western, qu'il parodiera plus tard dans Lucky Luke. Son cinéaste préféré est John Ford, dont les films lui inspireront plusieurs albums :

« Comme Lucky Luke, Astérix regorge de références au cinéma : Astérix et Cléopâtre (1965) résulte de sa vision du Cléopâtre (1964) de Joseph L. Mankiewicz… Les orgies d’Astérix chez les Helvètes (1970) font écho au Satyricon (1969) de Fellini. Mais c’est la conception même d’Astérix, bande dessinée située dans l’Antiquité, qui s’avère synchrone avec la vague du péplum qui submerge les écrans dans les années 1950-1960… Pour Lucky Luke, Pacific Express (1939) de Cecil B. DeMille inspire Des rails sur la prairie, Le 20e de cavalerie est déduit de Fort apache (1948), La Diligence de La Chevauchée fantastique (1939) de John Ford, et Le Pied-Tendre s'inspire de L'Extravagant Mr Ruggles (1935) de Leo McCarey. Plus tard, on reconnaîtra Lee Van Cleef dans Chasseur de primes, David Niven dans Calamity Jane, Alfred Hitchcock en barman, ou Mae West en danseuse de saloon… »

Mais le fondement principal de l'inspiration de Goscinny est Walt Disney dont les dessins animés se diffusent dans le monde entier à partir des années 1920. Pour Jean-Pierre Mercier, commissaire de l'exposition « Goscinny et le cinéma » à la Cinémathèque, le dessin animé est un « horizon d'ambition » pour tous les acteurs de la bande dessinée européennes des années 1950-60. Comme l'explique Albert Uderzo : « Nous sommes tous des émules de Disney. Disney a marqué notre enfance. »

### Débuts
En 1961, la réputation de scénariste de René Goscinny le fait connaître dans les milieux du cinéma. Il est embauché comme gagman sur un film d'Alex Joffé avec Bourvil : Le Tracassin. Il jugera cette expérience décevante. En 1963, il signe avec André Fernez le scénario d'un téléfilm pour la RTB : Feu Lord Glendale. À la même époque, la société de production Paris-Télévision l'associe à l'adaptation de trois de ses nouvelles policières parues dans Le Moustique et qui seront diffusées par l'ORTF : Le Magicien, La Maison du crime et L'Homme de paix. Il participe également aux adaptations des deux films tirés des aventures de Tintin : Tintin et le Mystère de La Toison d'or (1961, non crédité) et Tintin et les Oranges bleues (1964). Nicolas d'Estienne d'Orves lui attribue également une participation au film Tintin et le Lac aux requins.

### Téléfilms avec Pierre Tchernia

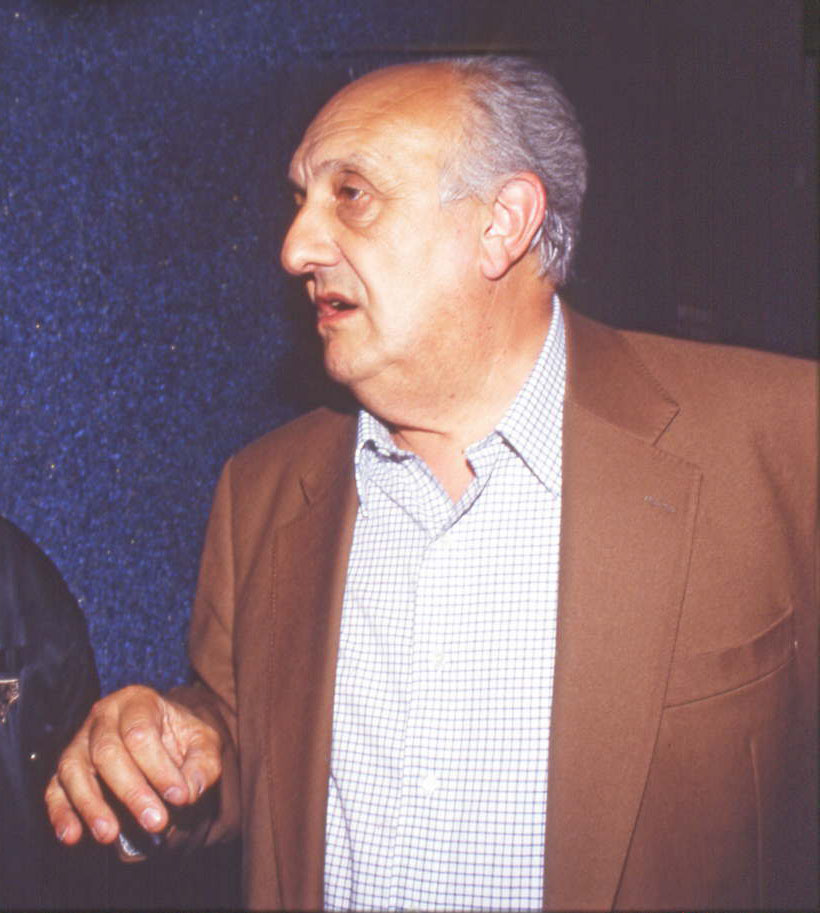
Pierre Tchernia en 1993.

En 1963, Goscinny fait la connaissance de Pierre Tchernia et commence à travailler avec lui. Ils écrivent ensemble le scénario d'un téléfilm qui est réalisé par Tchernia et interprété notamment par Pierre Dac, Micheline Dax, Roger Pierre et Jean-Marc Thibault : L'Arroseur arrosé. Il s'agit d'une série de variations parodiques sur la base du film des frères Lumière.
L'année suivante, Goscinny imagine avec Uderzo le scénario du téléfilm Deux Romains en Gaule, réalisé par Pierre Tchernia. Les héros sont deux légionnaires romains incarnés par Roger Pierre et Jean-Marc Thibault. Au travers d'une suite de sketches comiques, ils se laissent prendre peu à peu par la douceur de vivre en pays occupé. Le téléfilm reconstitue le petit monde d'Astérix, son atmosphère, ses gags, ses bons mots, ses anachronismes. Astérix et Obélix apparaissent brièvement comme personnages dessinés. Goscinny et Uderzo ainsi que de nombreux comédiens et journalistes connus y font des apparitions : Jean Yanne, Maurice Biraud, Pierre Dac, Roger Couderc, Lino Ventura, Max Favalleli.

### Productions Belvision
La même année, le dessin animé Astérix le Gaulois, adapté de l'album du même nom, sort sur les écrans. Il s'agit d'une production des studios belges Belvision qui s'est montée à l'initiative de l'éditeur Dargaud, à l'insu de Goscinny et Uderzo. Ceux-ci sont peu enthousiastes sur la qualité du film, qui obtient néanmoins un grand succès public avec 2,4 millions d'entrées en France. Les deux auteurs s'opposent cependant à la diffusion d'une autre adaptation par Belvision des aventures d'Astérix : La Serpe d'or, dont ils font détruire le négatif. Ils obtiennent de Belvision que le dessin animé en cours de réalisation Astérix et Cléopâtre, qui leur semble de meilleure qualité, sorte dès l'année suivante,. Ils ont fait appel à Tchernia pour la supervision de plusieurs scènes complémentaires non présentes dans l'album. C'est également un succès avec près de 2 millions d'entrées.
Goscinny obtient de plus gros moyens pour Daisy Town, dessin animé mettant en scène le personnage de Lucky Luke, pour lequel il a écrit un scénario original et dont il assure la réalisation. Le film sort en 1971 et obtient un énorme succès, en France (10e au box-office avec 2,7 millions d'entrées) et en Europe.

### Le ViageretLes Gaspards
La même année, Goscinny propose à Pierre Tchernia l'idée du film Le Viager. Ils réalisent le film ensemble, Goscinny ayant écrit le scénario et participant au tournage. Il s'agit d'une comédie mettant en scène Louis Martinet, un retraité à la santé fragile (Michel Serrault), qui se voit proposer par Léon Galipeau, son médecin malintentionné (Michel Galabru), de mettre sa maison de Saint-Tropez en viager au profit du frère et de la belle-sœur de ce dernier (Jean-Pierre Darras et Rosy Varte). Les années passent, la santé du retraité s'améliore et il déjoue sans le savoir les tentatives désespérées des Galipeau de le faire passer de vie à trépas. Le film obtient un grand succès, se classant 12e du box-office avec près de 2,2 millions d'entrées.
En revanche, le succès n'est pas au rendez-vous pour Les Gaspards, le second film de Pierre Tchernia qui sort en 1974. Goscinny s'est moins investi sur ce film, bâti sur une idée du seul Tchernia. Cette fable surréaliste met en scène une communauté qui lutte souterrainement contre les innombrables chantiers qui envahissent Paris. En dépit d'une distribution prestigieuse (Philippe Noiret, Michel Serrault, Michel Galabru, Gérard Depardieu…), le film rencontre l'incompréhension de la critique et du public.

### Studios Idéfix

Logo des Studios Idéfix

Goscinny produit lui-même Les 12 travaux d'Astérix, ayant créé avec Uderzo et l'éditeur Georges Dargaud les Studios Idéfix qui réunissent à Paris des spécialistes de l'animation. Les deux auteurs, peu satisfaits des précédents dessins animés mettant en scène leurs héros, préfèrent superviser la totalité de la réalisation du film.
Après deux ans de travail, le film sort sur les écrans et se place à la 10e place du box-office de 1976 avec 2,2 millions d'entrées. Le projet suivant est un Lucky Luke : La Ballade des Dalton, qui sortira sur les écrans après le décès de René Goscinny. Les Studios Idéfix ne survivront pas à la mort de leur créateur et cesseront leur activité en 1978.
Le 4 novembre 1977, la veille de sa mort, Goscinny participe à une séance de travail aux studios Idéfix sur le projet de film La Ballade des Dalton. Examinant des suites d'épreuves et de dessins, il donne son avis sur tel ou tel point à revoir, comme le menton d'Averell Dalton ou la selle de Jolly Jumper. Cette dernière séance, faisant l'objet d'un enregistrement audio pour les besoins des retouches à prévoir, est le dernier témoignage enregistré de la vie de Goscinny,. Pour la première fois, le public a pu écouter l'intégralité de cet enregistrement lors de l'exposition Goscinny et le cinéma à la Cinémathèque française en 2017-2018.

### TrafalgaretMinichroniques
Après son départ de Pilote, Goscinny écrit le livret d'un opéra bouffe farfelu, Trafalgar, mis en scène et en musique par son ami Gérard Calvi. Le spectacle, qui conte la rivalité amoureuse de deux yachtmen millionnaires naviguant sous pavillon de complaisance, est créé au théâtre Romain-Rolland de Villejuif courant 1976. Il fait l'objet d'une adaptation télévisée en décors naturels et est diffusé sur TF1 pendant les fêtes de fin d'année 1976.
Goscinny élabore ensuite le scénario et les dialogues d'une série intitulée : les Minichroniques. Il s'agit d'épisodes de 13 minutes au cours desquels l'auteur jette un regard satirique sur la vie quotidienne du Français moyen (appelé Bouchard) et épingle « les sentiments les plus bas et les comportements les plus ridicules ». Pierre Desproges fait partie de la distribution. Une première saison est diffusée fin 1976 ; la deuxième est diffusée l'année suivante, après le décès de Goscinny.

### Projets non aboutis
Après Les Gaspards, Goscinny et Pierre Tchernia écrivent un scénario très élaboré, sur la base des albums d'Iznogoud. Ils pensent que le projet intéressera Louis de Funès qui est proche du personnage, et lui envoient le scénario ainsi que plusieurs albums. Son agent refuse et le projet est abandonné.
Goscinny avait également rédigé le synopsis d'un film sur les croisières intitulé L'Escale, sur lequel Pierre Tchernia travailla un peu, mais qui n'intéressa pas les producteurs.
En 1975, Goscinny envoie le scénario du Maître du Monde à Blake Edwards, qui travaille régulièrement avec Peter Sellers, en lui demandant si ce dernier serait intéressé par le rôle principal. Goscinny ne reçoit aucune réponse mais il constate, l’année suivante, que Quand la panthère rose s'emmêle, film de Blake Edwards avec Peter Sellers, s’inspire directement de son histoire. Une plainte pour plagiat est déposée, mais la mort du scénariste éteindra la procédure. Selon Claude Goscinny, frère de René, un arrangement avait cependant été trouvé avec les producteurs.

## Attaques contre René Goscinny

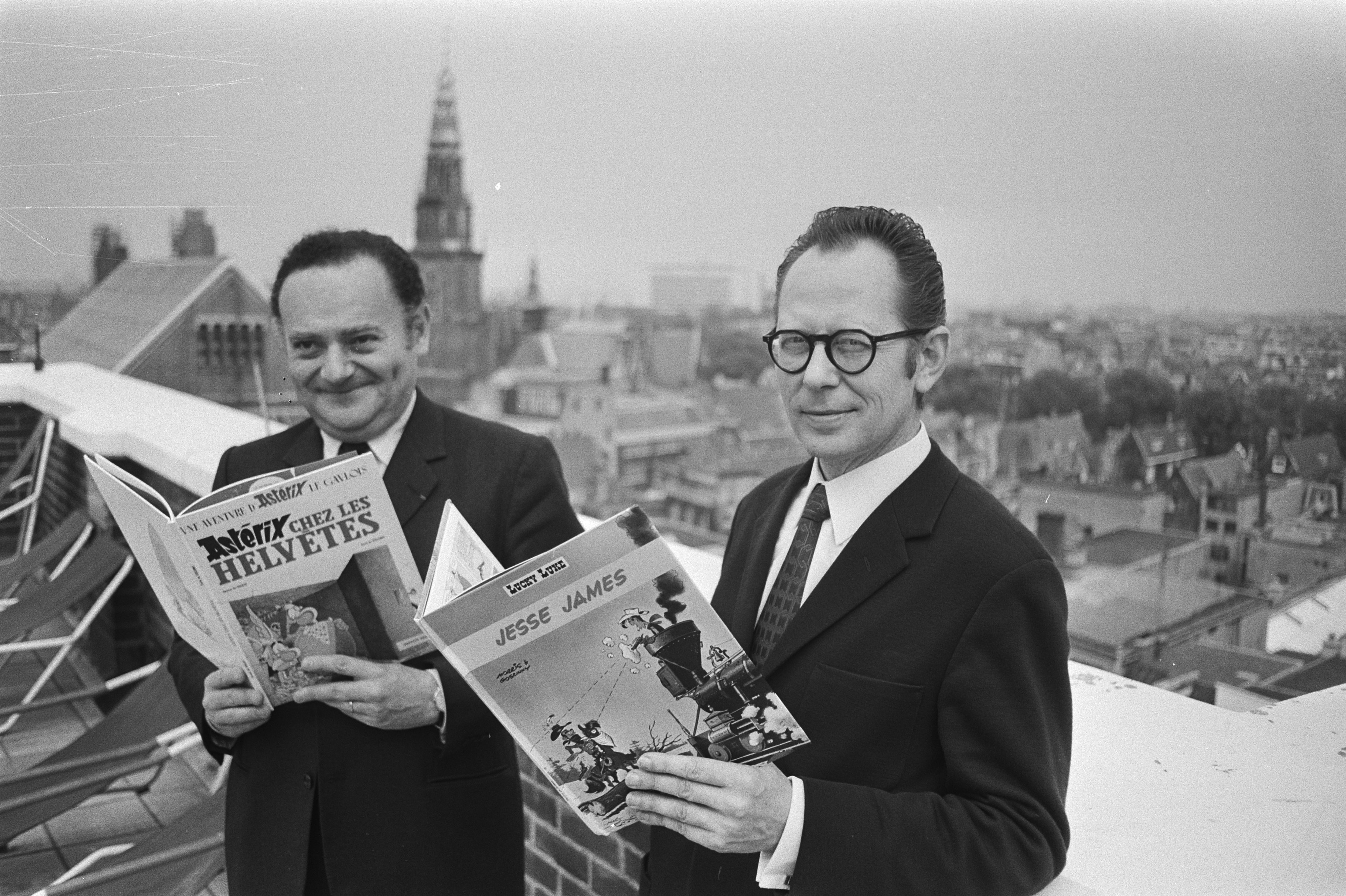
Les créateurs de Lucky Luke, de gauche à droite René Goscinny (scénariste du personnage, ainsi que d'Astérix le Gaulois) et Morris (dessinateur de la série). Amsterdam.

Au plus fort du succès d'Astérix, Goscinny doit subir diverses critiques et accusations le visant au travers de son héros. Numa Sadoul les évoque au cours de l'entretien qu'il a avec lui en 1973 pour le magazine Schtroumpf. Goscinny est accusé d'être le chantre du Français moyen, d'exalter un nationalisme forcené et xénophobe et de faire preuve de misogynie.
Astérix est également vu par certains critiques comme une référence au gaullisme. Enfin, la réussite financière de Goscinny et Uderzo en fait la cible de certains milieux de la bande dessinée et des fanzines. En mai 68, plusieurs dessinateurs l'accusent avec violence d'être, avec Jean-Michel Charlier, les « valets des patrons ».
Goscinny réagit le plus souvent avec humour, parfois avec indignation ou amertume.

### Chauvinisme et xénophobie
Goscinny riposte en mettant en avant ses origines juives et les origines italiennes d'Uderzo. Il explique en particulier : « 17 ans en Argentine, 7 ans aux États-Unis, refusant de faire autre chose qu'un métier de dingue, ayant fait fortune avec une bande dessinée… Je suis absolument le prototype du Français moyen ! ».
Il récuse l'accusation de chauvinisme en soulignant la moquerie permanente dont fait précisément l'objet le chauvinisme dans ses albums. Selon le chercheur Nicolas Rouvière, l’une des figures de ce recentrage sur soi est Obélix, pour qui toutes les personnes différentes de lui sont des fous : « Ils sont fous ces Romains, ces Bretons, etc. » Mais les deux héros sortent régulièrement du village, partent à la découverte des voisins européens et intègrent quelque chose de cette différence, de cette altérité.

« Il y a aussi un propos très humaniste, qui change la mythologie et la légende du patriotisme français. »

Le succès d'Astérix à l'étranger réfute également cette critique.
Dans Le Cadeau de César, le personnage Agecanonix avoue : « Je n'ai rien contre les étrangers, quelques-uns de mes meilleurs amis sont étrangers. Mais ces étrangers-là ne sont pas de chez nous ! ». Si les aventures d'Astérix peuvent se lire comme une raillerie permanente des peuples, des nationalités et de leurs travers (Goths, Grands-Bretons, Romains), les Gaulois ne sont jamais épargnés. « J'aime bien les étrangers : j'ai été étranger pendant longtemps moi-même », écrit Goscinny.
Ce thème de l'étranger se retrouve au cœur de l'humour de Lucky Luke que des villes de l'Ouest accueillent ainsi : « Étranger, nous avons tout pour te recevoir : un saloon, un hôtel, un cimetière ». Cette perception de la « banalité du mal » fait dire à Jul que « Goscinny est le Hannah Arendt de la bande dessinée ».

### Racisme
Issu d'une famille juive persécutée, Goscinny réagit violemment aux accusations de racisme :

« Je n'accepte pas, je considère que c'est la plus grave des injures. Qu'on ne vienne jamais me dire ça en face ou c'est tout de suite la baffe sur la gueule ! Moi raciste ! Alors qu'une bonne partie de ma famille a terminé dans les fours des camps de concentration ! Je n'ai jamais regardé la couleur, la race, la religion des gens […] Je ne vois que des hommes, c'est tout. »

Après la mort de Goscinny, Uderzo évoque également les lettres antisémites qui arrivaient parfois à la rédaction de Pilote.
Anne Goscinny trouve « capital de rappeler que le mythe français d'Astérix a été créé par un Italien et un Juif polonais » ; elle considère qu'à travers les personnages d'Astérix, Lucky Luke, Oumpah-Pah, Iznogoud…, l'œuvre de son père est « assez universaliste et cosmopolite », alors que Paul Salmona, le directeur du Mahj, évoque « une œuvre parfaitement laïque, emblématique de la France des Trente Glorieuses ».

### Astérix gaulliste
Le magazine L'Express fait, en 1966, une lecture gaullienne du phénomène Astérix. Ce dernier est apparu dans les pages de Pilote en 1959, un an après le retour au pouvoir du général De Gaulle. La France réactive alors sa fibre résistancialiste. La création d'un peuple d'irréductibles Gaulois qui luttent contre l'envahisseur romain ne peut pas, dans cette perspective, relever du hasard. Les deux héros viennent en aide aux peuples opprimés par Rome l'impérialiste au moment où la France se retire de l'OTAN, engage une diplomatie hostile à la « politique des blocs », noue le dialogue avec l'URSS et la Chine et porte une attention appuyée au non-alignement. Cette coïncidence achèvera de donner aux chroniqueurs de l'époque le sentiment d'une bande dessinée gaullienne, voire gaulliste.
Goscinny ironise sur cette interprétation en persiflant que le général de Gaulle n'a pas besoin d'Astérix. Il se moque de ceux qui voient dans la potion magique la représentation de l'homme providentiel : « Le gars qui a trouvé ça voyait de Gaulle jusque dans son potage ».

### Astérix milliardaire
En mai 1968, la revue L'Entreprise publie un article consacré au phénomène économique d’Astérix. Titré « Astérix presque milliardaire », il révèle qu'à cette date, le héros gaulois a rapporté plus de six millions de francs en droits d'auteur à Goscinny et Uderzo.
Cette réussite va susciter bien des jalousies, comme l'explique Claire Bretécher : « Il [Goscinny] a été pris pour tête de Turc parce qu'il avait gagné du fric et que dans les années soixante-dix c'était très mal vu de gagner du fric, très très mal vu. » Goscinny devient la cible préférée des fanzines, fascicules confidentiels consacrés à la bande dessinée, nés au début des années soixante-dix. Vitriol, Falatoff, BD 70, Mormoil l'attaquent régulièrement, au travers de critiques virulentes de Pilote et d’Astérix.
Par ailleurs, un certain snobisme, qui au début des années 1960 a contribué au succès d’Astérix, s'est ensuite retourné contre lui. Il est devenu de bon ton de dénigrer les aventures du guerrier gaulois. Gotlib explique : « C'est la rançon du succès, diront certains, mais beaucoup détestaient Goscinny. » Il cite Les Chefs-d'œuvre de la bande dessinée, gros ouvrage paru en 1967 et dont Goscinny a pourtant rédigé la préface. On y trouve selon lui un « démolissage en règle » sous le titre « Astérix - le diplodocus de l'idée fixe » : « Objectivement, la bande a ses défauts : la monotonie du système (les héros toujours invincibles), son chauvinisme (Vive la Gaule !), un dessin souvent ingrat et confus ».
Dans le numéro de Schtroumpf qui est consacré à Goscinny figure une critique lapidaire d'Yves Frémion qui s'inscrit dans l'air du temps : « Pour Astérix, les cinq ou six premiers épisodes ont épuisé le meilleur de la série. Depuis, le mythe s'endort dans le ronflement et le bégaiement exotique, gâchant rétrospectivement les trouvailles des épisodes originels. »
Goscinny supporte mal ces attaques. Dans l'introduction qu'il rédige pour son interview à Schtroumpf, il l'explique clairement :

« Il m'a été dit, au début du succès d’Astérix, qu'il fallait le payer, ce succès. J'ai payé en effet, longtemps et beaucoup. Maintenant, parfois, j'ai tendance à trouver la note exorbitante. »

## Portrait

### Portrait physique

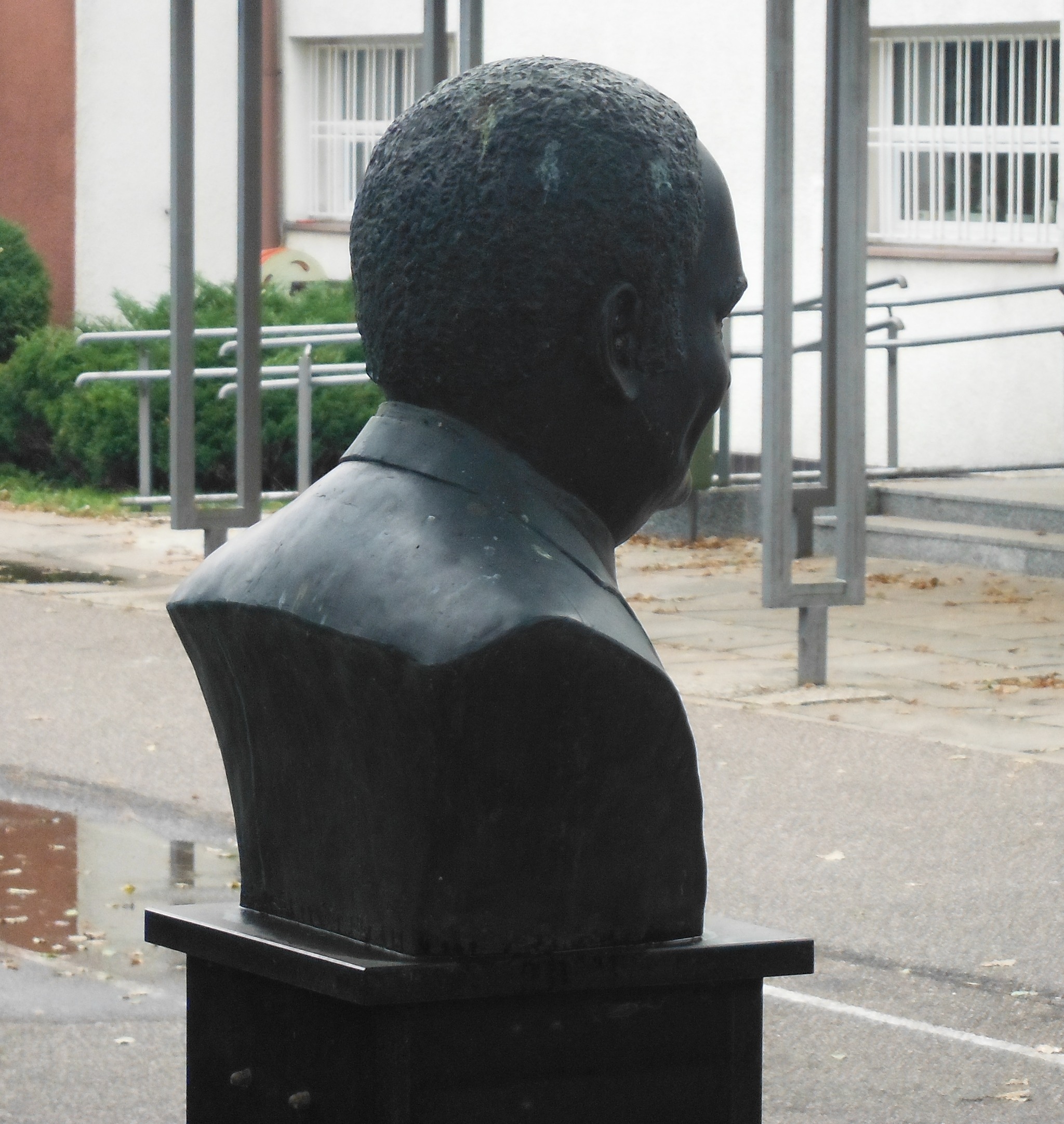
Buste de Goscinny devant le lycée français de Varsovie.

Goscinny était assez complexé par son physique et disait à sa femme Gilberte : « Je n'aurais pas déparé une choucroute ». Il avait les cheveux crépus et, enfant, rêvait de les gominer… en vain.
Comme Greg le dessinait petit dans Achille Talon alors qu'il était en réalité de taille moyenne, tout le monde le trouvait grand.
Asthmatique quand il était enfant, il n'a jamais aimé le sport : « Chaque fois que j'ai essayé de faire du sport, dit-il, je me suis fait très mal, et je pense que pour une jeunesse saine, il vaudrait mieux supprimer les stades ».
En toutes circonstances, il était habillé d'un costume trois pièces, même en pleine période hippie et même à la maison, devant sa machine à écrire, toujours vêtu « comme un notaire de province, sauf le week-end où il se permettait un col roulé », rappelle sa fille.
Il fumait beaucoup, tirant ses cigarettes de marque Pall Mall d'un étui en argent.

### Portrait moral

#### Judéité
Goscinny reçoit des courriers antisémites et entend longtemps des réflexions antisémites notamment dans l’univers de la BD belge. Un jour, l’un de ses amis lui lance : « Moi, tu vois, René, les Juifs, je les sens ». Et Goscinny de répliquer : « Eh bien, tu as le nez bouché ! ».
Pudique, s'il ne fait pas état de sa judéité ni des persécutions qu'ont connues les membres de sa famille,,, — il n'y a pas une seule allusion à ses origines dans les milliers de pages qu'il a écrites —, Goscinny garde « l’angoisse de ses origines et des réactions qu’elles pouvaient susciter chez les autres, (qui) ne l’a jamais vraiment quitté ». Quand il rencontre Gilberte, sa future épouse, il lui demande, mal à l'aise : « Il faut que je vous dise quelque chose : je suis juif. Est-ce que cela vous pose un problème ? »
Non-pratiquant, Goscinny ne fréquente pas la synagogue, ni respecte le Shabbat, mais les repas familiaux se tiennent le vendredi soir, où il apprécie autant le gefilte fish que la cuisine du terroir français.
Il ne se rend qu'une seule fois en Israël, en août 1977, où il va se recueillir devant le mur des Lamentations à Jérusalem, en portant une kippa,.
Goscinny est proche du dessinateur Gotlib dont le père était mort dans un camp d'extermination. Partant, Gotlib a un rapport presque filial à Goscinny ; il conserve toujours sur lui une lettre de son père et une autre de Goscinny.
Après la mort de Goscinny, son ami Uderzo fait le voyage à Jérusalem avec sa veuve, puis conçoit seul le scénario et les dessins de L'Odyssée d'Astérix (1981), dans lequel le petit Gaulois ose enfin fouler la Terre sainte. Goscinny y est caricaturé en commis juif nommé Saül Péhyé (jeu de mots sur un sketch de Fernand Raynaud, Ça eut payé),,.
Quand en 2017, il s'agit de commémorer le quarantième anniversaire de sa mort, sa fille Anne Goscinny préfère que l'exposition soit accueillie dans les locaux du musée d'Art et d'Histoire du judaïsme plutôt que d'une autre institution, afin de rendre hommage à son père et à son histoire,, :

« J’ai pensé que ce serait le bon endroit pour rappeler les origines de mon père, son passé, les douleurs qui l’ont construit. »

Comme ce n'est qu'après sa mort que l'on rend hommage aux racines juives du scénariste, Jul considère que Goscinny est un « Juif posthume ».

#### Caractère
Les personnes ayant travaillé à ses côtés à Pilote racontent que certains jours, Goscinny arrivait à la rédaction la mine réjouie, « croustillante », car il venait d'observer une scène totalement anodine qui allait lui permettre d'inventer un gag. Il y avait aussi les « jours sombres » où, tournant le dos à ses collègues, il frémissait de colère et de rancœur car il venait de lire dans la presse une critique négative, parfois minime, le visant, lui ou son œuvre. Il reconnaissait :

« J'ai un grave défaut : je suis exagérément sensible, exagérément susceptible. J'aime passionnément que l'on m'aime. C'est une grande faiblesse lorsqu'on fait un métier public. »

Il pratique un humour « distingué, très british ». Ayant vécu vingt-quatre ans de sa vie à l'étranger, il s'est nourri de tout l'humour américain.

« J'aime beaucoup Allais. Seulement j'ai été beaucoup plus influencé par des gens comme Thurber, Benchley, Mark Twain ou Jerome K. Jerome. Quand je suis revenu pour travailler en Europe, on me reprochait deux choses : d'écrire pour les adultes et mon humour si… anglo-saxon. […] Et d'ailleurs c'est un peu vrai, l'ellipse, c'est très anglo-saxon. De même que le côté pince-sans-rire de la plupart de mes personnages, la prolifération d'imbéciles heureux »

.
Jérôme Dupuis, dans un article de L'Express consacré aux événements organisés pour les 40 ans de sa mort, indique : « L'humour de Goscinny est en grande partie un jeu sur la langue, les sonorités, les calembours, les noms propres, les combinaisons de mots. C'est typique de l'humour juif ».
Goscinny adore faire rire son entourage, comme il l'explique à Schtroumpf en 1973 : « C'est de naissance, que j'aime faire rigoler les gens ». Il évoque « le besoin d'être remarqué, d'être admiré, d'être aimé » et conclut : « Sans doute pour compenser ma timidité ? Car je suis extrêmement timide ». Uderzo confirme : « C'est une maladie chez lui, il l'admet. Quand il a un auditoire autour de lui, une telle envie de faire rire le possède qu'un événement, aussi insignifiant soit-il à l'origine, devient fatalement drôle par sa manière de le raconter en enveloppant les faits de cet humour si particulier qui le caractérise ». Le dessinateur Tibet est du même avis : « Les réunions entre copains, c'était ce qui l'amusait le plus. Goscinny aimait faire rire et être le centre d'intérêt. Il avait toujours le mot de la fin. Il faut reconnaître qu'il avait plus d'esprit que les autres. Il aimait la fête, la rigolade, la bonne bouffe, bien boire. Il fumait comme un pompier ».
Dans le travail, il conserve malgré tout une certaine distance avec ses collègues de la rédaction et ne pratique pas le tutoiement, sauf avec Charlier, Martial et Tabary. Ainsi, l'appelle-t-on « Monsieur », on le vouvoie, et lui-même vouvoie-t-il les gens. Les seuls signes de familiarité qu'il manifeste sont à l'égard de son complice Albert Uderzo.
Parallèlement, iI est décrit comme extrêmement bienveillant, gentil, courtois et généreux.
Contrairement à Uderzo, il déteste la campagne et préfère la vie citadine. Quand son ami dessinateur fait l'acquisition de sa maison du Tartre-Gaudran, il lui achète un passage clouté qui est installé au travers d'une allée. Aux dires d'Uderzo, « c'est […] le seul passage clouté qui commence nulle part pour n'aboutir à rien. ».
Autre passion que les deux hommes ne partagent pas : les voitures de course. Quand Uderzo fait des tours de circuit en Ferrari à 260 km/h, Goscinny l'attend à l'arrivée et lui dit : « Prends un revolver, c'est plus propre. »
Goscinny était fier d'avoir fait fortune avec le métier de scénariste de bande dessinée, qui n'existait pas avant lui. Claire Bretécher confirme : « Il était fier de gagner du fric et il le disait. Pas pour rouler : il était content et stupéfait, tout simplement. »

### Méthode de travail

#### Connaissances
Issu d'une famille d'imprimeurs, familier de la mise en page esthétique d'un ouvrage, de la recherche du plus joli lettrage, du découpage efficace d'une phrase, Goscinny n'a pu faire l'économie de cette connaissance,, :

« Goscinny est un compositeur de lettres, de mots, de formes. Sa connaissance intime de l'imprimerie et surtout du geste du typographe, nous aide à discerner ses procédés de fabrication du comique et les ressorts cachés de son inspiration qui trament son œuvre. »

#### Méthode
« Dessinateur, scénariste, découvreur insatiable de talents, patron de presse, directeur d’un studio de cinéma, voyageur, créateur », René Goscinny est souvent décrit comme un « stakhanoviste », alors que lui se définissait comme un « besogneux de la futilité ».

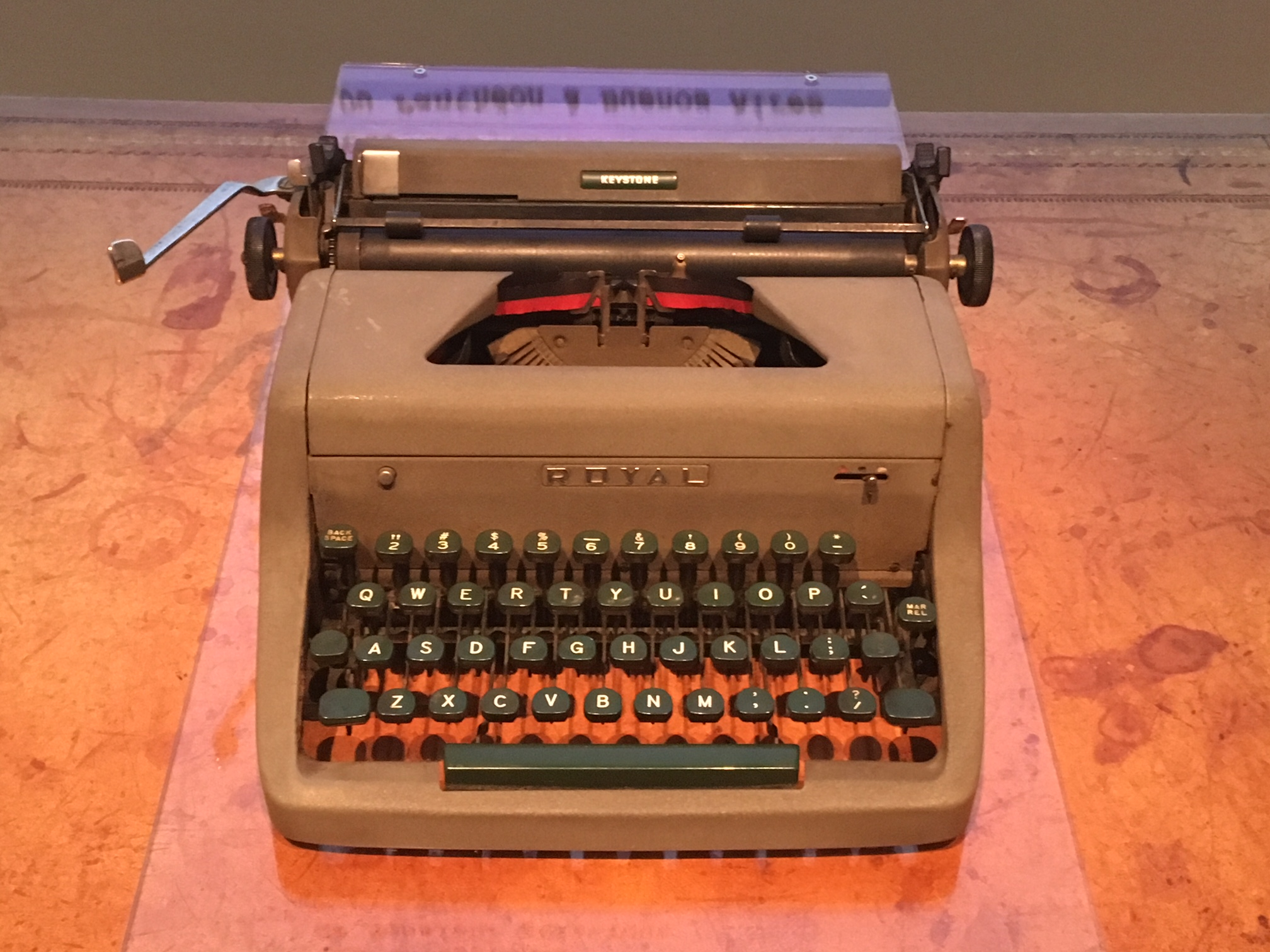
La machine à écrire de René Goscinny (exposition René Goscinny, Au-delà du rire, Musée d'Art et d'Histoire du judaïsme, 9 février 2018).

Pendant plusieurs années, il a travaillé dans la même pièce que Charlier, le désordre du bureau de ce dernier contrastant avec le bureau de Goscinny qui, lui, était propre et entièrement vide, à l'exception de sa machine à écrire. Les dessinateurs ayant travaillé avec lui mettent l'accent sur son côté organisé, ordonné et méticuleux.
Dans un texte humoristique repris dans l'ouvrage René Goscinny raconte les secrets d'Astérix Goscinny explique lui-même sa méthode de travail :

« Je fais un long résumé de l'épisode ou plutôt un synopsis (d'aucuns disent : une synopsis. Il paraîtrait que c'est une erreur). Ce synopsis ou cette (sic) résumé, comme vous préférez, est assez copieux et divisé en paragraphes représentant à peu près la valeur d'une page dessinée - une planche - de l'histoire. Nous relisons une dernière fois ensemble le synopsis […] Après ça je fais le découpage ; comme pour un film, il faut décrire chaque scène et en écrire le dialogue […] Comme cela pour toutes les planches et toutes les cases de l'épisode. »

Cette méthode est mise en œuvre avec l'ensemble des dessinateurs travaillant avec Goscinny. Morris explique par exemple : « Une fois que nous étions d'accord sur le sujet, il rédigeait son synopsis, trois, quatre pages où il prévoyait déjà les gags et les scènes qui les provoqueraient. Ensuite il découpait le scénario exactement comme pour un script de cinéma. […] Goscinny travaillait très vite ». Greg renchérit :

« Avec Goscinny, tout était découpé et écrit avant que le premier dessin soit fait et il n'y revenait pas, on ne changeait jamais rien. »

| Image externe | |
|               | Scénario d'une planche de Modeste et Pompon tapée à la machine par Goscinny et dessinée par Franquin. |

## Postérité

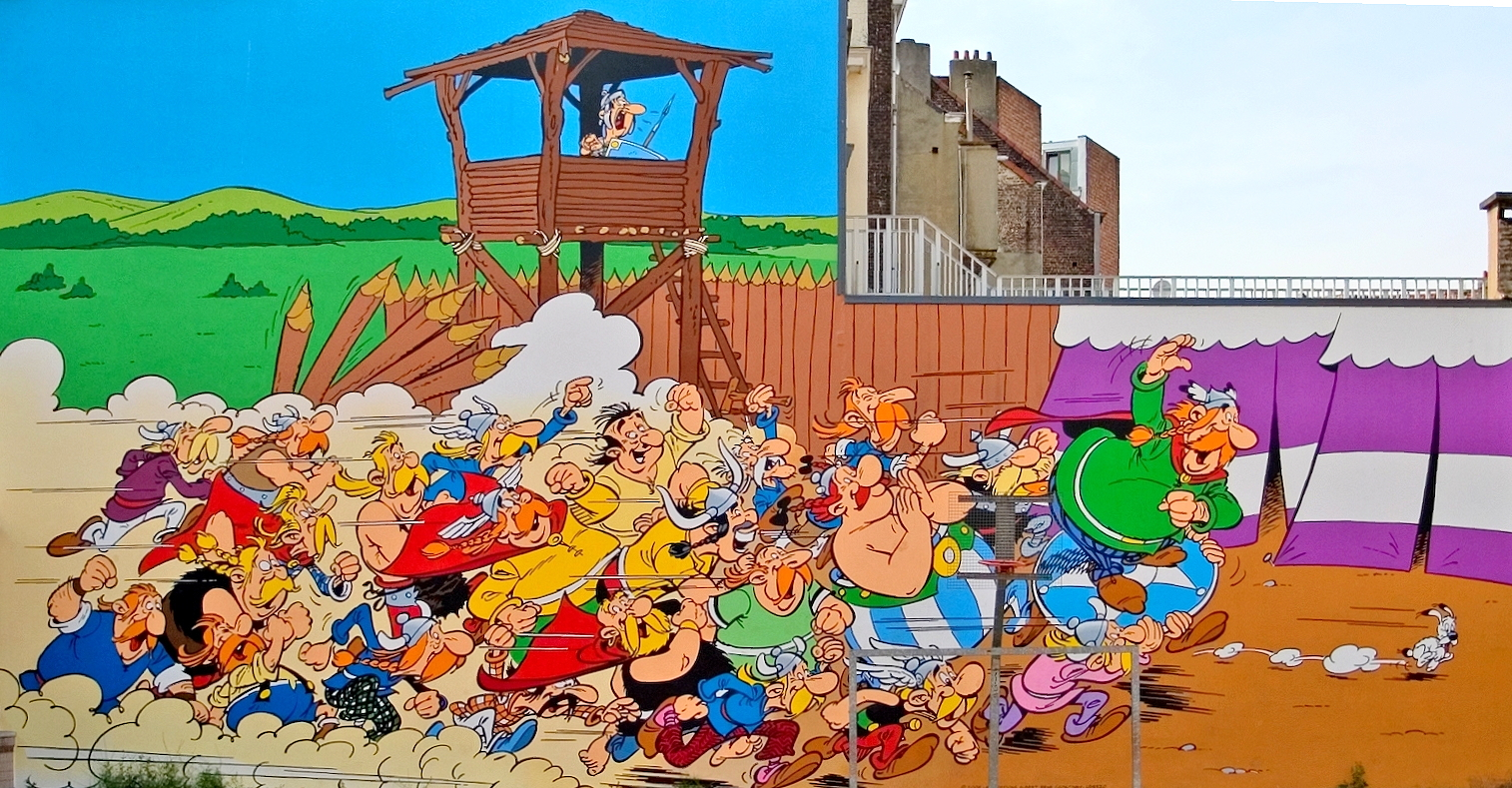
Fresque située au 33 rue de la Buanderie, à Bruxelles, réalisée en 2005 par Art Mural a.s.b.l. représentant les personnages de bande dessinée Astérix et Obélix de René Goscinny et Albert Uderzo, tirée de l'album Astérix en Corse.

Après la mort de Goscinny, Uderzo continue seul Astérix tout en signant, par respect pour sa mémoire, les albums de leurs deux noms. Les aventures d’Astérix réalisées par Uderzo seul ne font pas l'unanimité, divers critiques jugeant que la série a beaucoup souffert, sur le plan qualitatif, de la disparition de Goscinny,. Le succès populaire et commercial de la série, ainsi que le marketing qui l'accompagne, ne faiblissent cependant pas, au contraire : « Cinq cents millions de livres et d’albums vendus dans le monde, des œuvres traduites en cent cinquante langues, une centaine d’adaptations cinématographiques… »
Traduit en cent sept langues et dialectes, les textes et dialogues d'Astérix font de Goscinny l'un des écrivains les plus lus et traduits au monde .
En octobre 2021, sa fille Anne Goscinny annonce avoir découvert l'ébauche du scénario d'un album que son père écrivait avant sa mort. Le titre de cette ébauche est Astérix au cirque.

### Institut René Goscinny
Fondé en 2015, l'Institut René Goscinny a pour vocation de faire vivre la mémoire de l’auteur, en partenariat avec les institutions et collectivités publiques. Il conserve des archives mises à la disposition des étudiants et chercheurs. Sa bibliothèque regroupe ses œuvres dans toutes les éditions originales et courantes en langue française ainsi que toutes les traductions en langues étrangères, de 1944 à nos jours.
Il délivre chaque année le prix René-Goscinny, en présence d'Anne Goscinny.

## Récompenses
- 1964 : Prix Alphonse-Allais de l’humour, pour Le Petit Nicolas et les copains[112].
- 1967 :  Chevalier de l'ordre des Arts et des Lettres, au titre de « rédacteur en chef du journal Pilote »[113]
- Chevalier de l'ordre national du Mérite
- 1974 :  Prix Adamson du meilleur auteur international pour l'ensemble de son œuvre

Distinctions posthumes
- 1988 : Création du prix René-Goscinny, qui est décerné jusqu'en 2008
- 2005 : Temple de la renommée Will Eisner

## Hommages

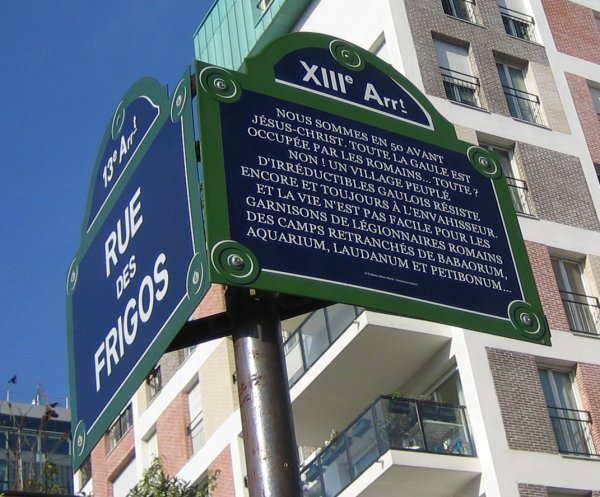
La plaque de la rue René-Goscinny à Paris (13e).

- Le village de Saint-André-sur-Orne, dans le Calvados, abrite l’école primaire René-Goscinny (depuis 1992).
- Le village de Ceaucé, dans l’Orne, abrite le collège René-Goscinny[114].
- La ville de Sainte-Luce-sur-Loire, dans la Loire-Atlantique, abrite la médiathèque René-Goscinny.
- Cannes abrite deux écoles René-Goscinny (écoles René-Goscinny I et II) et une maternelle René-Goscinny.
- Le Prix René-Goscinny, créé en 1988 par sa veuve Gilberte Goscinny et l'éditeur Guy Vidal, s'inscrit dans l'esprit et le prolongement de l'action menée par René Goscinny : il a pour vocation de mettre en lumière et récompenser le travail d’un(e) scénariste de bande dessinée[115].
- Le lycée français de Varsovie, ville où une partie de la famille de Goscinny a été arrêtée et seul établissement scolaire français de Pologne, a été baptisé lycée René-Goscinny, en 1992, en raison des origines polonaises du scénariste[13]. Le 25 septembre 2013, devant les élèves rassemblés, un buste de René Goscinny, œuvre du sculpteur polonais Jacek Kowalski, y a été inauguré[116], en présence de sa fille, Anne Goscinny, de Pierre Buhler, ambassadeur de France en Pologne, de Henryk Woźniakowski, président de la maison d'édition polonaise Znak, et d'Aymar du Chatenet, directeur d'IMAV Éditions. Il s'agit de la première statue de René Goscinny au monde.
- La ville de Valdoie, dans le Territoire de Belfort, abrite le collège René-Goscinny.
- La ville de Vaires-sur-Marne, en Seine-et-Marne, abrite le collège René-Goscinny.
- La ville de Bruxelles en Belgique montre une fresque située au 33 rue de la Buanderie, réalisée en 2005 par Art Mural a.s.b.l., représentant les personnages de la bande dessinée tirés de l'album Astérix en Corse.

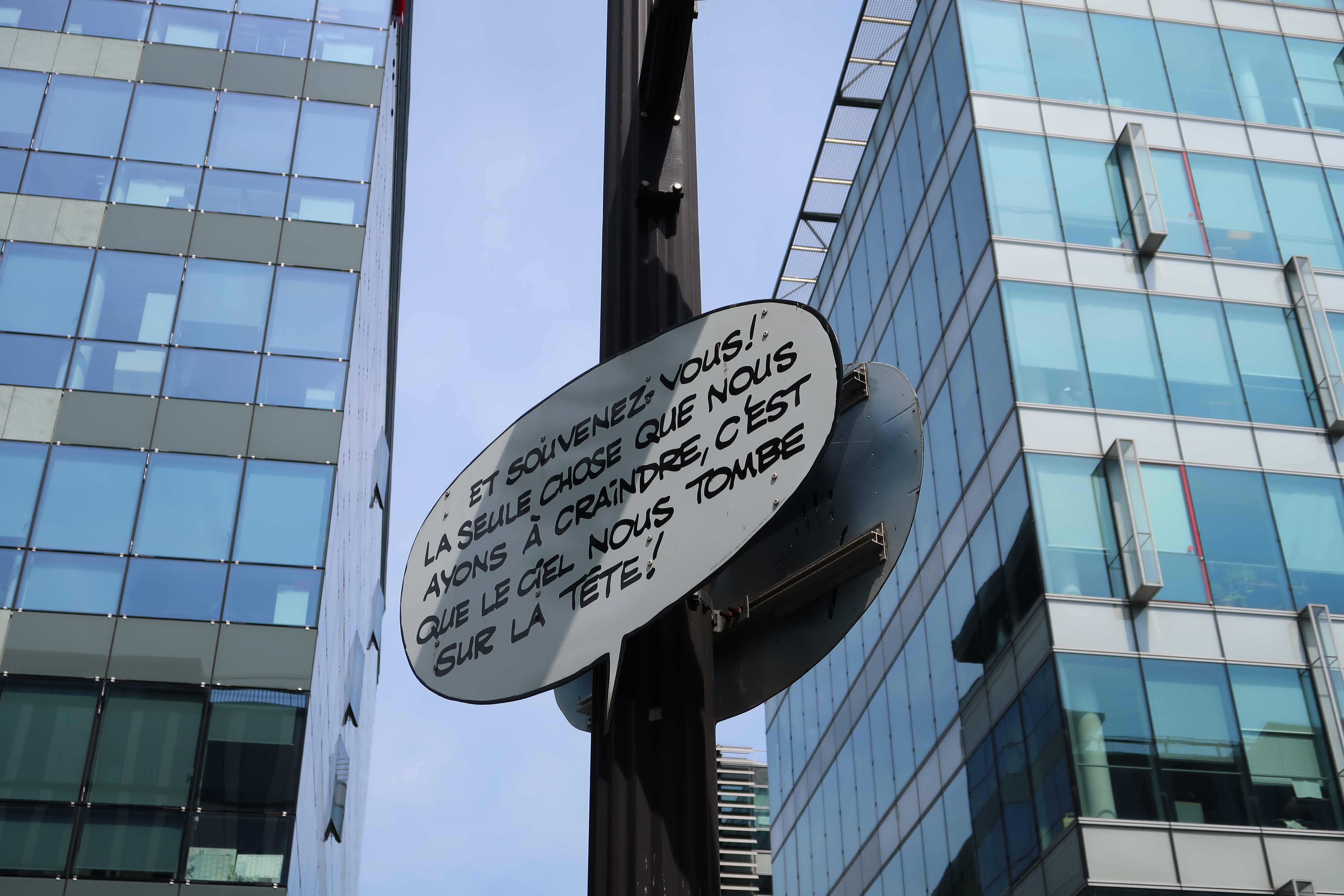
Panneau au croisement de la rue René-Goscinny et de l'avenue de France à Paris (13e arrondissement).

- En 2006, la rue René-Goscinny est ouverte à la circulation dans le 13e arrondissement de Paris.
- La promotion 2006-2007 de l'IRA de Bastia porte le nom de René Goscinny.
- En 2007, la rue de Périgueux à Angoulême est rebaptisée Rue René Goscinny et est inaugurée le 27 janvier de cette année, durant le Festival International de la Bande Dessinée, en présence d'Anne Goscinny[117].
- En octobre 2007, l’école du centre-ville de Divion dans le Pas-de-Calais est renommée « école René-Goscinny ». Ce nom est choisi par les enfants eux-mêmes et le baptême se déroule en présence d'Anne Goscinny, fille du scénariste.
- Le 4 octobre 2008, c'est au tour de l’école d'Auzeville-Tolosane, dans la Haute-Garonne, d’être baptisée René-Goscinny. Sa fille y prononce un discours poignant, retraçant sa relation avec son père ; pour elle, il était un « chercheur d’idées ». Là encore, le choix est celui des enfants, à partir d’une liste d’une trentaine d’auteurs[118].

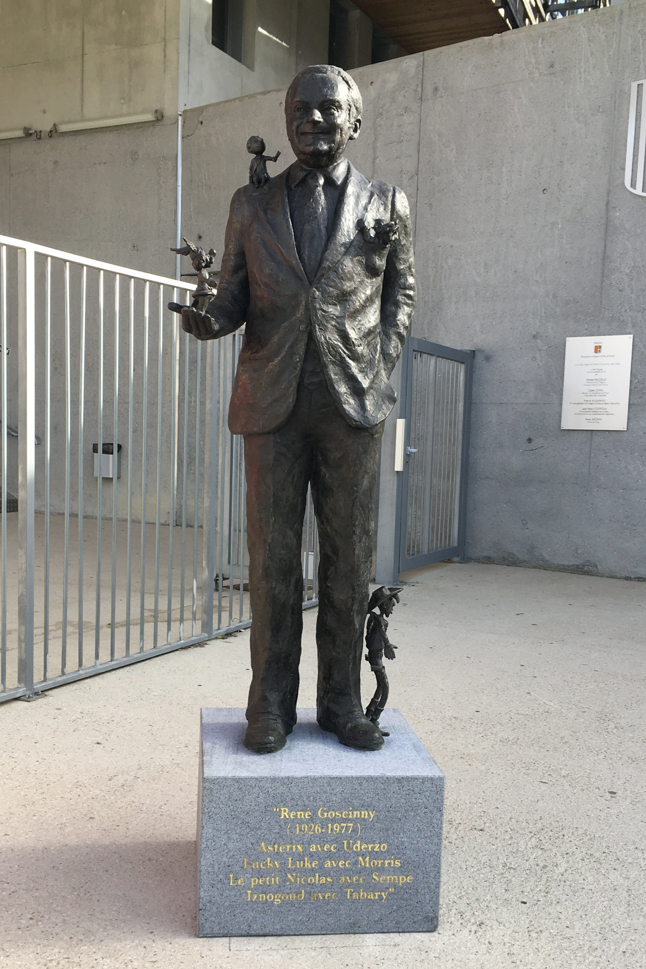
Statue au lycée de Drap par le sculpteur Sébastien Langloÿs.

- La commune de Drap, dans les Alpes-Maritimes, abrite un lycée René-Goscinny depuis novembre 2012. Anne Goscinny a cédé le terrain sur lequel il a été construit[119].
- La ville de Torcy en Seine-et-Marne a baptisé une de ses rues du nom de l'artiste[120].
- Lors du Festival d'Angoulême 2017, le 25 janvier, un obélisque à la gloire de René Goscinny est inauguré devant la gare de la ville par sa fille, Anne Goscinny et le maire d'Angoulême Xavier Bonnefont. D'un poids de 7 tonnes et d'une hauteur de 4,5 mètres, il provient de l'institut René-Goscinny[121]. Des phylactères issus des albums du scénariste sont gravés sur les quatre faces du monument, et une citation sur son socle[76]. C'est le plus grand monument d’Europe dédiée à la BD[122].
- L'exposition-rétrospective « René Goscinny, au-delà du rire » lui est consacrée en 2017-2018 au musée d'Art et d'Histoire du judaïsme (MAHJ) à Paris, pour le quarantième anniversaire de sa disparition[123],[7],[16],[93],[13].
- En 2017, une exposition de la Cinémathèque évoque sa passion pour le 7e art et retrace le lien intime entre « un génie de la bande dessinée et le cinéma », dans « une scénographie étonnante, ludique et interactive » : « Goscinny et le cinéma : Astérix, Lucky Luke et Cie »[28],[13].
- À Paris, près de son dernier domicile, à l'angle de la rue de Boulainvilliers et de la rue Singer, une statue à son effigie — œuvre du sculpteur toulousain Sébastien Langloÿs — est inaugurée en janvier 2020 par la maire Anne Hidalgo, en présence de Jean-Jacques Sempé et de Jul, nouveau dessinateur de Lucky Luke[124]. Il s'agit de la première statue à Paris d'un créateur de bandes dessinées[124].
- En 2018, le journal Le Monde publie dans un Hors-série « Les trésors retrouvés de René Goscinny », qui présente à travers des dizaines de planches retrouvées ou inédites, l’immense carrière de scénariste de René Goscinny[125].
- Durant l'été 2021, une exposition lui est consacrée au Palais des Festivals et des congrès de Cannes : « Goscinny et le Cinéma »[126],[127].
- En 2021, la ville d'Angoulême dédie une grande fresque murale de 196 m2 au scénariste René Goscinny, sise dans la rue éponyme où l'auteure Catel et l’artiste muraliste Moon ont déployé leurs talents[77],[78].

Obélisque Goscinny
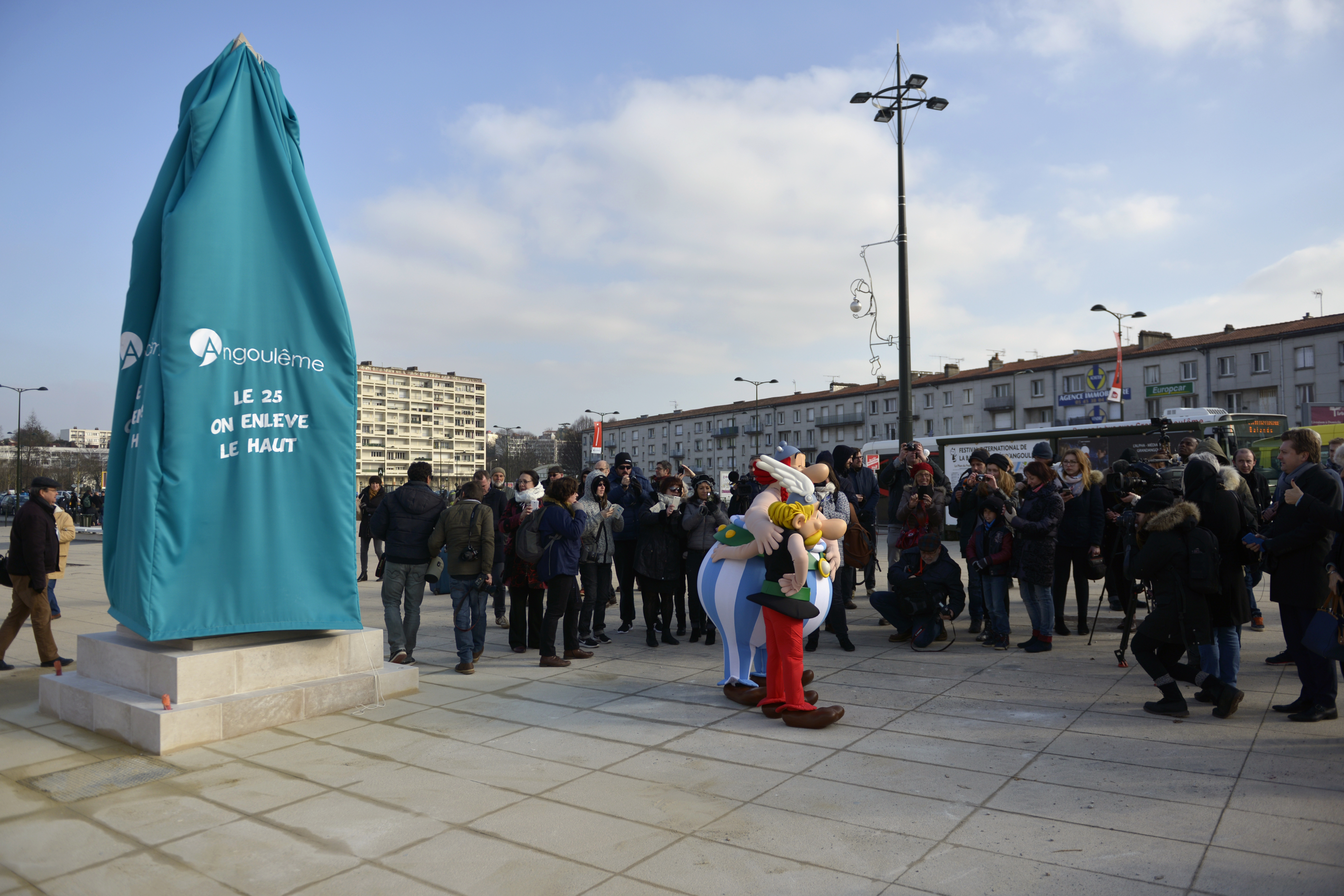
Inauguration de l'obélisque René Goscinny devant la gare d'Angoulême.
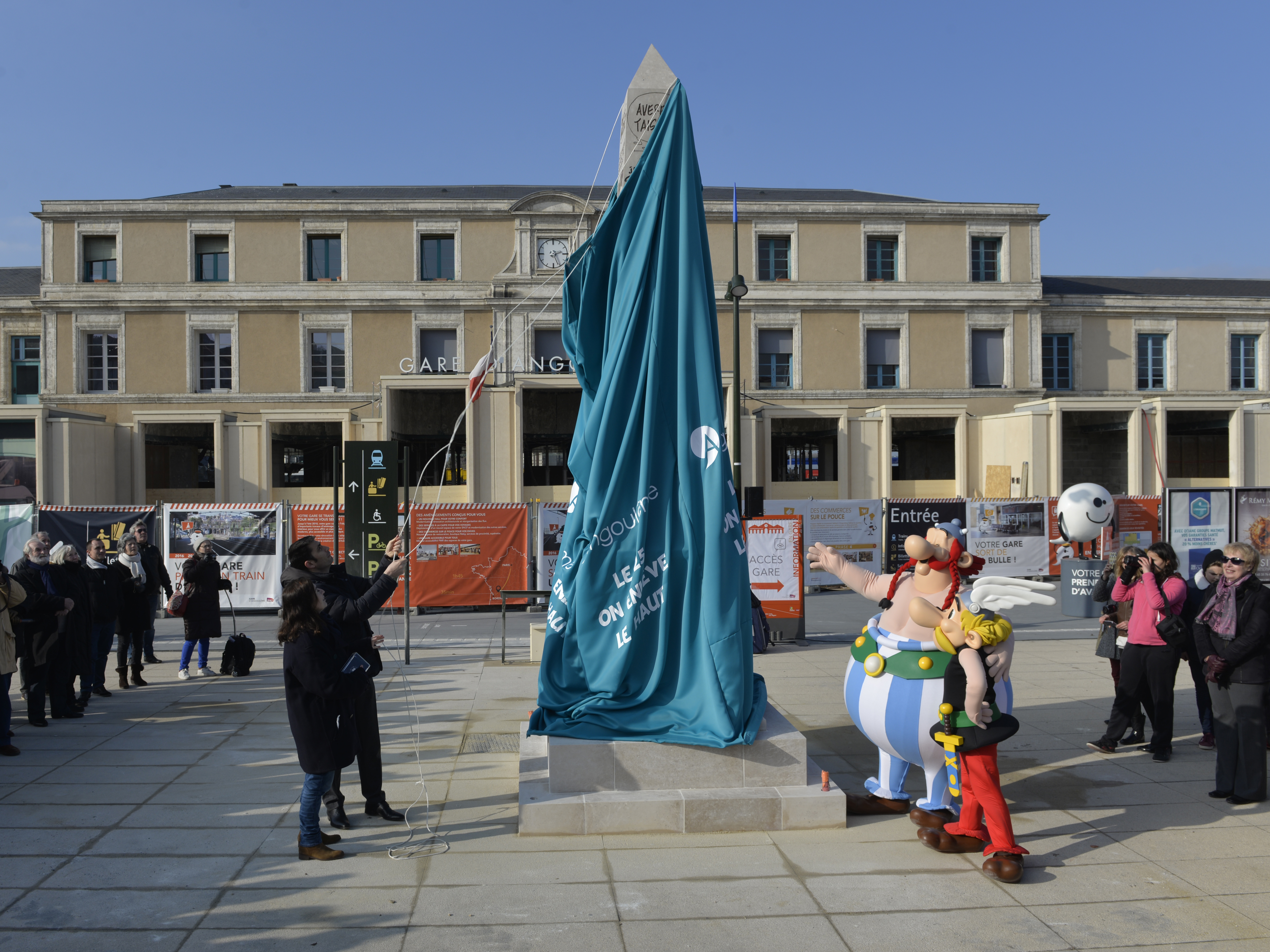
Dévoilement de l'obélisque.

## Œuvres

### Bandes dessinées
- Valentin le vagabond
- Jehan Pistolet
- Luc Junior
- Les aventures du docteur Gaudeamus (Jours de France, dessins de Coq)
- Le capitaine Bibobu (textes et dessins de Goscinny, dans Risque-tout)
- Benjamin et Benjamine, dans TOP Réalités jeunesse.
- Les aventures du facteur Rhésus, dans L'Os à moelle, version 1965

### Livres
- Le Petit Nicolas (dessins de Sempé)
- La Potachologie (dessins de Cabu)
- Le Potache est servi (tome 2 de la Potachologie) (dessins de Cabu)
- Les Interludes
- Tous les visiteurs à Terre
- Du Panthéon à Buenos Aires, Imav Éditions, 2007.  (ISBN 978-2-915732-11-5)

### Filmographie
- 1961 : Le Tracassin ou Les Plaisirs de la ville
- 1963 : Feu Lord Glendale (TV)
- 1964 : Tintin et les Oranges bleues (gags de Goscinny n'ayant pas été utilisés dans le film)[128]
- 1966 : L'Arroseur arrosé (TV)
- 1967 : Deux Romains en Gaule (TV)
- 1968 : Astérix et Cléopâtre
- 1971 : Daisy Town
- 1972 : Le Viager
- 1972 : Aujourd’hui à Paris (TV)
- 1974 : Les Gaspards
- 1976 : Les Douze Travaux d’Astérix
- 1976 : Minichroniques (TV)
- 1976 : Trafalgar (opéra-bouffe)
- 1977 : Quand la panthère rose s'emmêle (Scénario plagié du Maître du Monde écrit par Goscinny)[129]
- 1978 : La Ballade des Dalton

Nota : les films suivants s’inspirent de l’œuvre de René Goscinny mais n’ont pas été écrits par lui, ou ont été réalisés sans la permission de l'auteur.
- 1964 : Tous les enfants du monde : Le Petit Nicolas (sketch)
- 1967 : Astérix le Gaulois
- 1971 : Le Juge (d'après Le Juge)
- 1974 : Atini seven kovboy (non crédité)
- 1983 : Les Dalton en cavale
- 1985 : Astérix et la Surprise de César
- 1986 : Astérix chez les Bretons
- 1989 : Astérix et le Coup du menhir
- 1991 : Lucky Luke
- 1993 : Lucky Luke TV
- 1993 : Coup de jeune ! (d'après Les aventures du docteur Gaudéamus Inexplicablement Goscinny n'est pas crédité)
- 1994 : Astérix et les indiens (France), Asterix in America (d’après La grande traversée)
- 1995 : Iznogoud, série télévisée
- 1999 : Astérix et Obélix contre César (le film lui est dédié)
- 2002 : Astérix et Obélix : Mission Cléopâtre (d’après Astérix et Cléopâtre)
- 2003 : Les Dalton
- 2005 : Iznogoud
- 2006 : Astérix et les Vikings
- 2006 : Rantanplan TV
- 2007 : Tous à l’Ouest (d’après La Caravane)
- 2008 : Astérix aux Jeux Olympiques
- 2009 : Lucky Luke
- 2009 : Le Petit Nicolas
- 2012 : Astérix et Obélix : Au service de sa Majesté
- 2014 : Les Vacances du Petit Nicolas
- 2014 : Astérix : Le Domaine des dieux
- 2018 : Astérix : Le Secret de la potion magique

## Doublage
- Jolly Jumper dans La Ballade des Dalton.
- Le commentateur dans Astérix et Cléopâtre.

### Film documentaire
- Guillaume Podrovnik, René Goscinny, notre oncle d'Armorique, Arte, 8 octobre 2017

### Émissions de radio
- Paule et Jean-Pierre Pagliano, « René Goscinny », Profils perdus, France Culture, 13 et 20 décembre 1990 (58 min et 60 min). Avec la participation de Claire Bretécher, Cabu, Philippe Druillet, Fred, Gilberte Goscinny, Marcel Gotlib, Pronto, Albert Uderzo, Pierre Tchernia et Guy Vidal.
- Romain Weber, « René Goscinny (1926-1977), auteur majeur pour art mineur », Toute une vie, France Culture, 1er février 2020, 58 min